# Schiffskatze

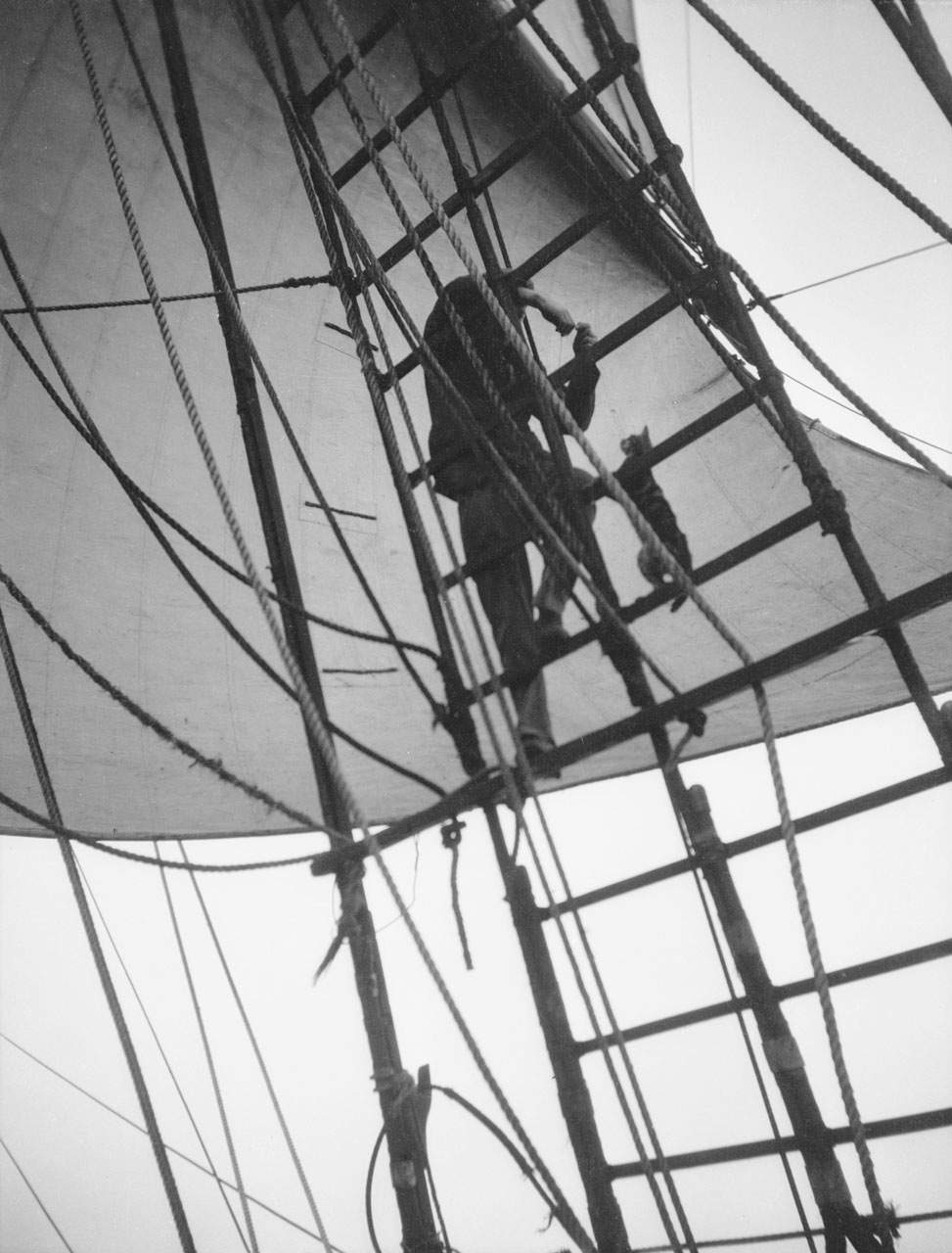
Matrose und Schiffskatze auf der Viermastbark Pommern

Schiffskatze (auch Bordkatze, seltener Bootskatze; männliche Form: Schiffskater, Bordkater) ist die Bezeichnung für eine Hauskatze, die auf einem Schiff oder Lastkahn mitfährt, wobei sie Schädlinge wie Ratten und Mäuse in Lagerraum und Kombüse dezimiert und/oder als Maskottchen zur Unterhaltung und Ablenkung der Mannschaft dient.
Noch bis etwa in die 1970er Jahre waren Schiffskatzen auf Kriegs- und Handelsschiffen häufig zu finden. Heute bestimmt der Kapitän, ob die Anwesenheit einer Schiffskatze auf seinem Schiff erwünscht ist und toleriert werden kann.
Im Zusammenhang mit besonders bekannten Schiffen, Personen oder Ereignissen der Geschichte wurden Schiffskatzen schriftlich erwähnt oder abgebildet und erlangten dadurch Bekanntheit. In der Reiseliteratur findet man ihre Beschreibung vor allem im 18. und 19. Jahrhundert und Kinderbücher über Schiffskatzen verbinden thematisch Tiergeschichte und Reiseabenteuer.

## Ursprünge und frühe Erwähnung

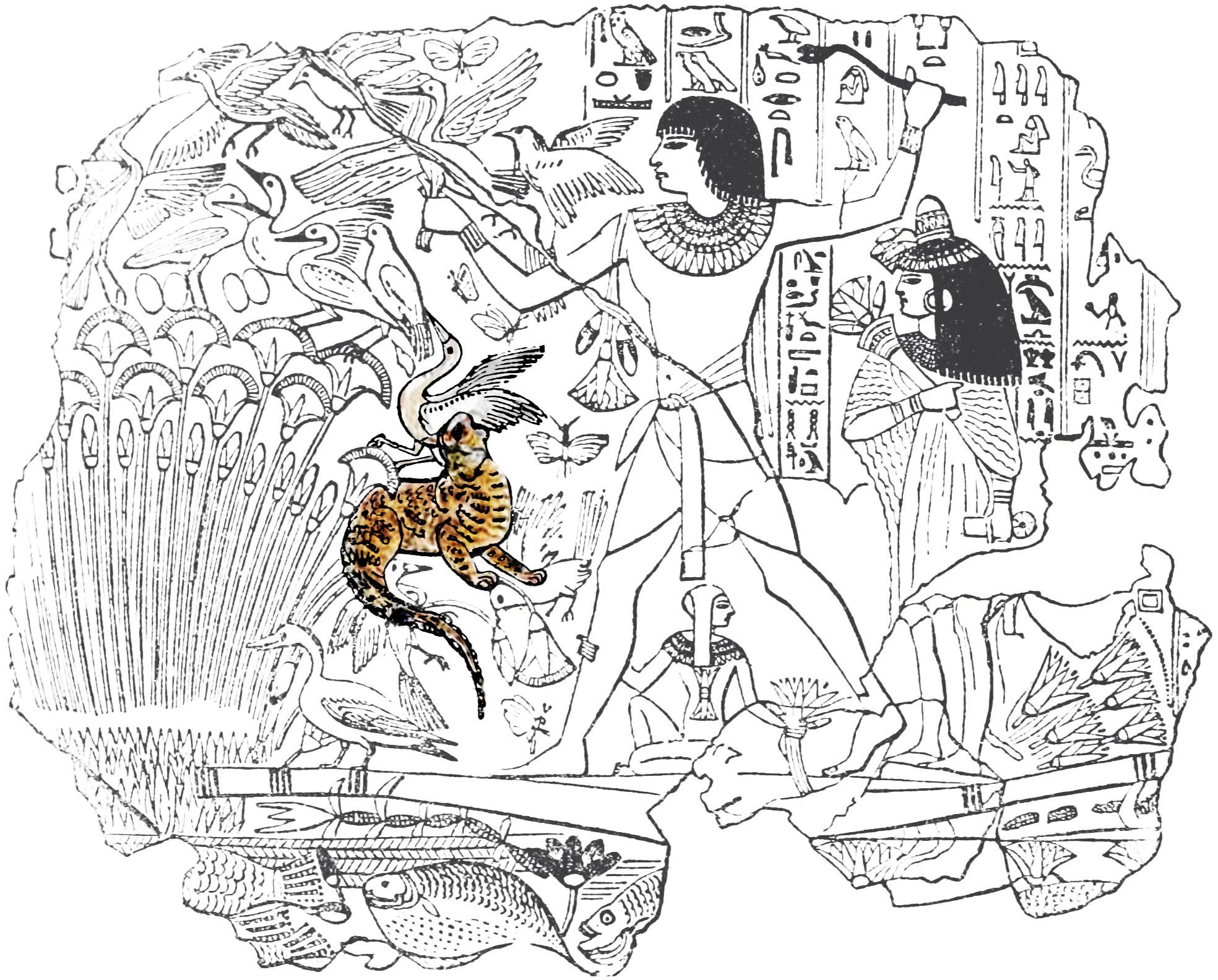
Nebamun, ein Buchhalter im Tempel des Amun in Karnak, bei der Jagd im Marschland

Eine genetische Studie mitochondrialer DNA von Katzen legt nahe, dass Hauskatzen vor etwa 9.000 Jahren im Nahen Osten domestiziert wurden und sich dann auf maritimen und terrestrischen Handelswegen verbreiteten. Es wird vermutet, dass es auch auf ägyptischen und phönizischen Schiffen Schiffskatzen gegeben haben könnte, doch lässt sich dies durch ägyptologische Fachliteratur bisher nicht erhärten. Graphische Darstellungen belegen, dass in Ägypten Katzen – trotz ihrer besonderen Stellung als verehrungswürdiges oder sogar heiliges Tier – auf Booten zur Jagd auf Wasservögel verwendet wurden, doch sind dies „Familienkatzen“ und keine „Schiffskatzen“ im eigentlichen Sinne.
Auf portugiesischen Schiffen gab es Schiffskatzen – und Bordhunde. Vasco da Gama berichtete 1503 von einer mehrmonatigen Rückreise aus Indien. Die Schiffe waren mit Handelsgütern voll beladen, aber der Mannschaft gingen die Nahrungsmittel aus. Um zu überleben, wurden die beiden Hunde und die beiden Katzen an Bord geschlachtet und gegessen.
Auch die Spanier führten auf ihren Schiffsreisen üblicherweise Katzen mit sich und bei der Überfahrt der Mayflower im Jahr 1620 gab es mindestens eine Katze an Bord.
Die Verbreitung von Hauskatzen nach Europa ging zum Teil über Schifffahrtslinien im Mittelmeer vonstatten und Genetiker führen die relative genetische Homogenität der heutigen Hauskatzen in Europa und im Mittleren Osten auf die Schiffskatzen ebendieser Schiffe zurück.
Nach genetischen Analysen hat die amerikanische Maine-Coon-Katze skandinavische Waldkatzen (skogkatt) unter ihren Vorfahren. Wikinger hielten nachweislich diese Katzenart, und es wird vermutet, dass sie auf deren Schiffen nach Amerika gelangt sein könnten.
Dass es früher weit verbreitet war, Katzen zur Eindämmung von Ratten- und Mäusepopulationen, deren unkontrollierte Vermehrung hygienische und nahrungstechnische Nachteile mit sich brachte, in der Schifffahrt einzusetzen, zeigt die Verbreitung des Begriffes Schiffskatze im Wortschatz vieler Nationen, die eine Kriegs- und Handelsmarine hatten: skibskat (dänisch), ship's cat (englisch), chat du bord oder chat de navire (französisch), 船の猫 (japanisch), gato de navio (portugiesisch) etc.

## Dekrete, Erlasse, Vorschriften

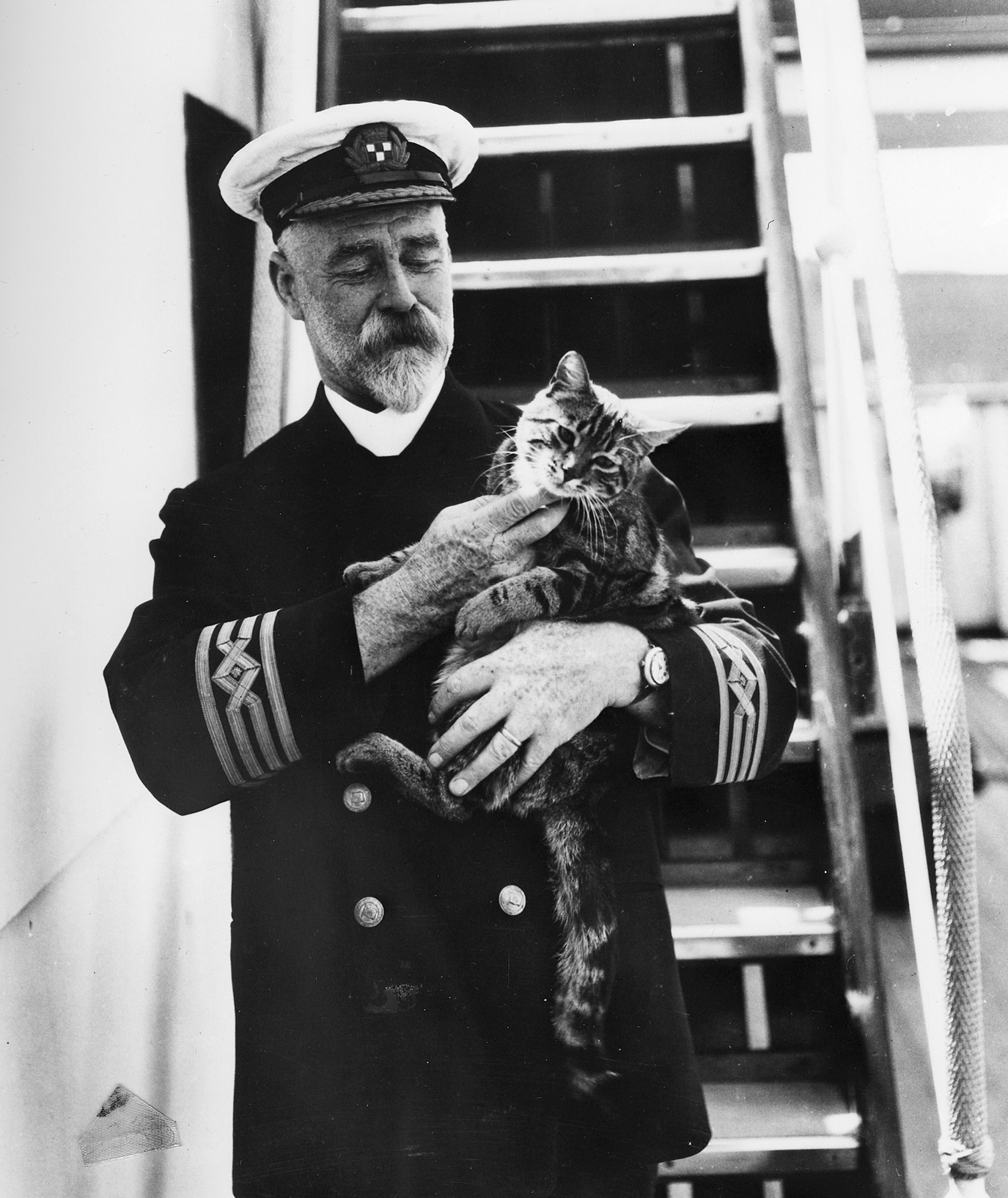
Früher – die Fotografie datiert etwa aus den 1920er Jahren – waren Schiffskatzen obligat. Heute bestimmt der Kapitän entsprechend der rechtlichen Lage, ob eine Schiffskatze an Bord toleriert wird oder nicht.

Verschiedene Dekrete, Erlasse und Vorschriften erlauben eine Einschätzung der Bedeutung von Schiffskatzen in den entsprechenden Jahrhunderten.
Im Black Book of the Admiralty, einem Regelbuch für alle Belange der Schifffahrt, das bis auf die altfranzösischen Texte der Rôles d’Oléron (etwa 1160 bis 1286) zurückreicht, gibt es nach Bluhm die Aussage, dass Schiffseigner für durch Ratten beschädigte Waren haften mussten, wenn keine Schiffskatze an Bord des betroffenen Handelsschiffes war.
Der schottische König Alexander II. erließ im 13. Jahrhundert ein Dekret, nachdem ein gestrandetes Schiff solange im Besitz des Eigentümers blieb und nicht als herrenloses, freigegebenes Schiffswrack betrachtet werden durfte, solange sich darauf noch ein lebender Mann, ein lebender Hund oder eine lebende Katze befanden, wodurch Bordhunden und Schiffskatzen eine besondere Bedeutung bezüglich des Besitzrechtes des Schiffseigentümers zukam.
Jean-Baptiste Colbert, französischer Staatsmann und Begründer des Merkantilismus, bestand im 17. Jahrhundert darauf, dass in Handelsverträgen erwähnt werden sollte, dass sich zwei Katzen an Bord befänden – anderenfalls sei das Schiff nicht reisetauglich.
Bei der Marine von Österreich-Ungarn gab es „dienstliche Schiffskatzen“, deren Haltung an Bord durch ein eigenes Budget abgedeckt war.
Aus Gründen der Hygiene und der Tollwutvorsorge verbannte die Royal Navy im Jahr 1975 Schiffskatzen von den Schiffen ihrer Kriegsmarine und beendete damit eine jahrhundertelange Tradition.

## Aberglaube
Wie bei der Hauskatze an Land gab es auch auf See bezüglich der Schiffskatze Aberglaube, der sich hauptsächlich um ihre Rolle als Mannschaftsmaskottchen und Glücksbringer drehte. Neben den hier gelisteten Beispielen finden sich weitere Anekdoten und Hinweise zum Aberglauben bei Bluhm.
- Eine Katze an Bord wurde als Glücksbringer angesehen[29] und sei deshalb „so heilig wie der Stier in Ägypten“. John Locke berichtet von einem Ereignis, bei dem eine Schiffskatze ins Meer fiel und ein Boot mit einem halben Dutzend Männern ausgesetzt wurde, um sie zu retten, während das Schiff in der Fahrt innehielt. Locke vermutete auch, dass man wegen eines über Bord gegangenen Besatzungsmitgliedes weniger Aufhebens gemacht hätte.[30]

Dies mag mit dem Aberglauben zusammenhängen, dass eine über Bord gegangene und nicht gerettete Schiffskatze in der Lage sei, einen Sturm heraufzubeschwören, der dem Schiff und der achtlosen Besatzung schaden würde.
- Ebenso führe absichtliche Misshandlung der Schiffskatze zu Unglück für die Mannschaft.[32]
- Auch den Laufwegen der Katze wurde Bedeutung beigemessen: Bewegte sie sich auf einen Seemann zu, so „brachte“ sie ihm Glück; bewegte sie sich von ihm weg, nahm sie auch das Glück wieder mit; kreuzte sie seinen Weg und bewegte sich dabei von ihm weg, war er vermutlich dem Untergang geweiht.[33]

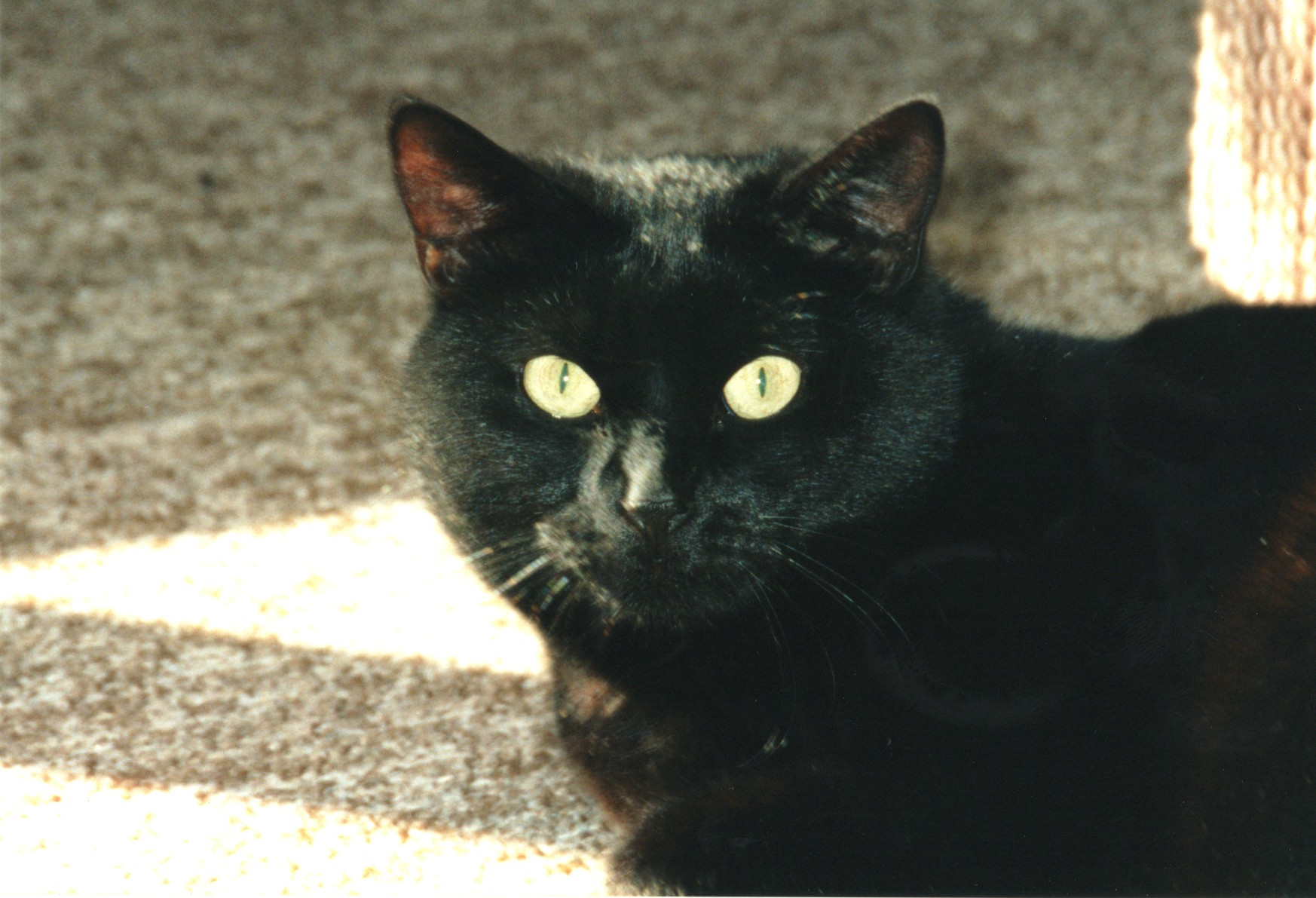
Bei der Royal Navy galt eine schwarze Katze an Bord als Glücksbringer.

- Bei der Royal Navy galt eine schwarze Katze an Bord als Glücksbringer; zwei schwarze Katzen brachten hingegen Unglück.[25]
- Aus Wales ist überliefert, dass es Stürme geben soll, wenn sich eine Schiffskatze so dehnt und streckt, dass sich ihre Vorderpfoten berühren, ehe das Schiff aus dem Bristolkanal kommend Lundy erreicht.[34]
- Aufgrund kolportierter Geschichten schien eine Schiffskatze, die freiwillig ihr Schiff verließ, den baldigen Untergang dieses Schiffes zu bedeuten.[35][36]

## Erwähnungen von Schiffskatzen
Erwähnungen vor dem 18. Jahrhundert sind selten. Bluhm führt die Tatsache, dass beispielsweise in den offiziellen Aufzeichnungen von Christoph Kolumbus keine Schiffskatzen erwähnt werden, darauf zurück, dass Katzen auf Schiffen bereits in dieser Zeit so selbstverständlich waren, dass ihre Erwähnung eine Trivialität dargestellt hätte. Auf einer ähnlichen Argumentation könnte die Nichterwähnung von Trim (s. u.) in den offiziellen Berichten von Matthew Flinders beruhen.
In Folge werden Geschichten bekannter Schiffe und besonderer Ereignisse zusammengefasst, bei denen Schiffskatzen exponiert wahrgenommen und schriftlich erwähnt wurden und dadurch ebenfalls Bekanntheit erlangten.

### 15. Jahrhundert

#### Die Katze in der Dschunke
Als eine mit Porzellan und Keramik beladenen Dschunke, die etwa um 1450 im Südchinesischen Meer vor Hội An unterging, im Jahr 1996 geborgen und untersucht wurde, fand man im Schiffsrumpf noch Skelettreste von Ratten und im hinteren Teil, wo die Kombüse lag, den Schädel einer Katze. Nach der Vermutung von Detlef Bluhm dürfte dieser Fund der früheste direkte archäologische Beleg für eine Schiffskatze sein.

### 18. Jahrhundert

#### Die Schiffskatze, die Peter Bull das Leben rettete
In seinem Buch Hamburgische Geschichten (1916) berichtet Otto Beneke von einer Schiffskatze, die 1736 dem Lotsen Peter Bull aus Cuxhaven das Leben rettete. Der Dreimaster des Schiffers Franzen war in der Elbmündung nahe Neuwerk auf eine Sandbank gelaufen. Die Mannschaft machte den Lotsen für das Unglück verantwortlich und zückte die Messer. Der besonnene Kapitän konnte den Mord zwar verhindern, aber im Rettungsboot fand sich kein Platz für den Lotsen. Dieser band sich ans Spill und vertraute sich dem Meer an. Im letzten Moment sprang die Schiffskatze auf seinen Kopf und verkrallte sich in seinen Haaren. Nach Stunden trieb das Spill nahe der Kugelbake bei Döse und Bull sah auf dem Deich zwei Männer, konnte sich ihnen vor Entkräftung aber nicht bemerkbar machen. Das schaffte aber die Katze mit ihrem immer lauteren Miauen. Nach der Rettung behielt Peter Bull die Katze bis zu ihrem Ende bei sich.

#### Katzen auf den Schiffen unter James Cook

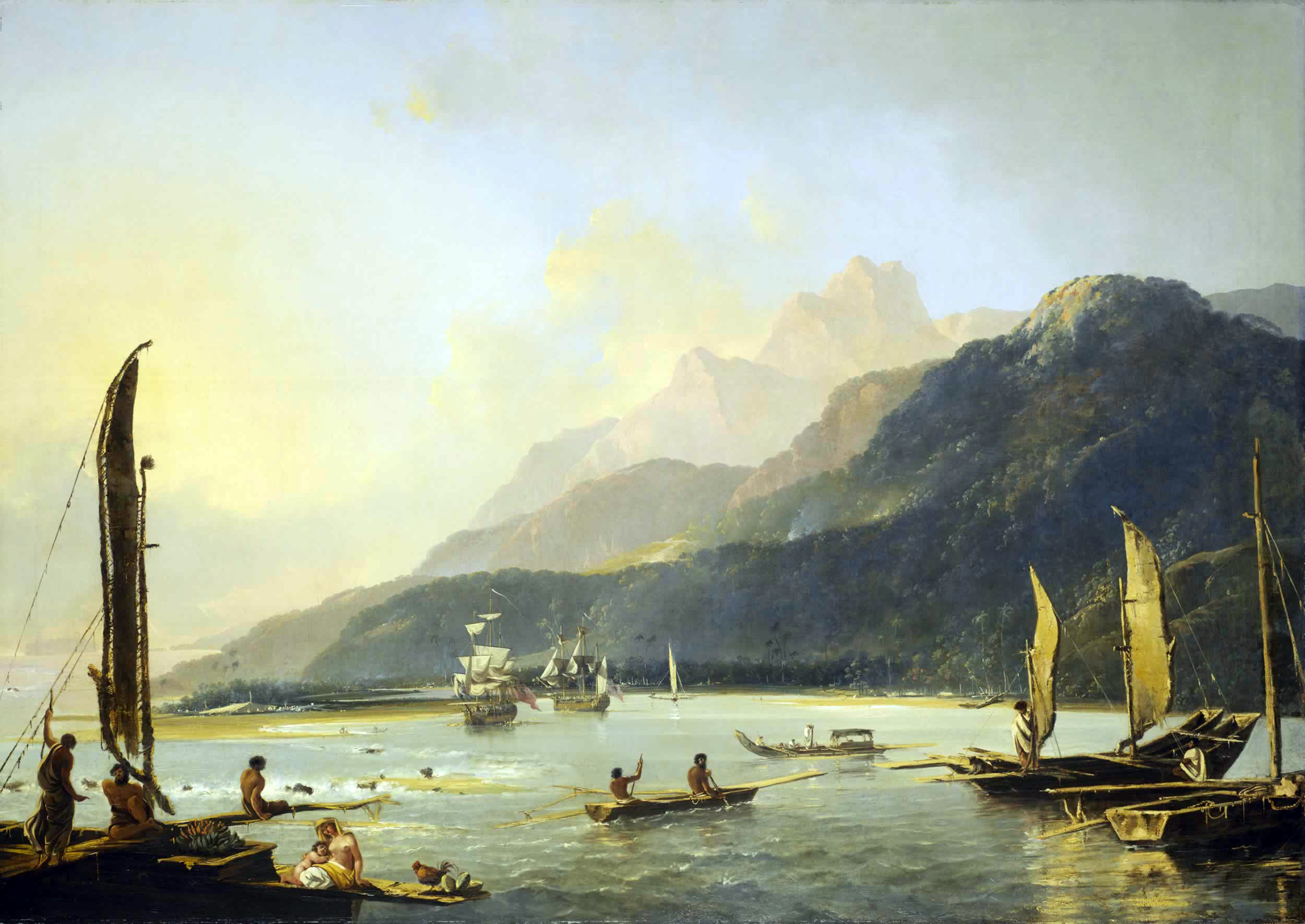
Die Schiffe Resolution und Adventure in der Matavai-Bucht von Tahiti (Cooks zweite Südseereise, 1772–1775)

Da Johann Reinhold Forster sich einen Ruf als Naturwissenschaftler erworben hatte, erhielt er 1772 das Angebot der britischen Admiralität, Captain James Cook auf seiner zweiten Weltumsegelung zu begleiten. Forster setzte durch, dass sein erst 17-jähriger Sohn, der spätere Naturforscher und Reiseschriftsteller Georg Forster, als Zeichner mitkommen durfte.
Aus der Zeit von 1772 bis 1775 stammen Aufzeichnungen von Georg Forster, in denen er die Schiffskatzen der Resolution und des Begleitschiffes, der Adventure beschreibt, die auf dieser Reise dabei waren: In der neuseeländischen Dusky Bay war die Zutraulichkeit der kleineren Vögel ein Beleg für Forster, „dass dieser Teil des Landes bis jetzt wohl noch keine Veränderung von Menschen erlitten haben könne“. Dann berichtet er von den Folgen: „Aber in wenigen Tagen ward sie [die unschuldige Dreistigkeit der Vögel] ihnen sehr nachtheilig und verderblich, weil eine Katze aus unserem Schiff nicht so bald ausfindig gemacht hatte, dass hier eine so trefliche Gelegenheit zu einem herrlichen Fraße sey, als sie richtig alle Morgen einen Spaziergang ins Holz vornahm, und eine schreckliche Niederlage unter den kleinen Vögeln anrichtete, die sich vor einem so hinterlistigen Feinde nicht hüteten, weil sie nichts Arges von ihm vermutheten.“
Auf Cooks Schiffen muss es eine ganze Katzenpopulation gegeben haben, denn auf Otaheite wurden den Eingeborenen etwa 20 Katzen zum Geschenk gemacht und auch auf Ulietea und Huaheine wurden einige dieser Tiere verschenkt.
Forster berichtet, dass die Neugier und Aufmerksamkeit, die die Inselbewohner den Schiffskatzen entgegenbrachten, so weit ging, dass auf Tonga mehrere Katzen gestohlen wurden. Zwei oder drei der Diebe wurden gefasst und ausgepeitscht.

#### Die Katze derPandora

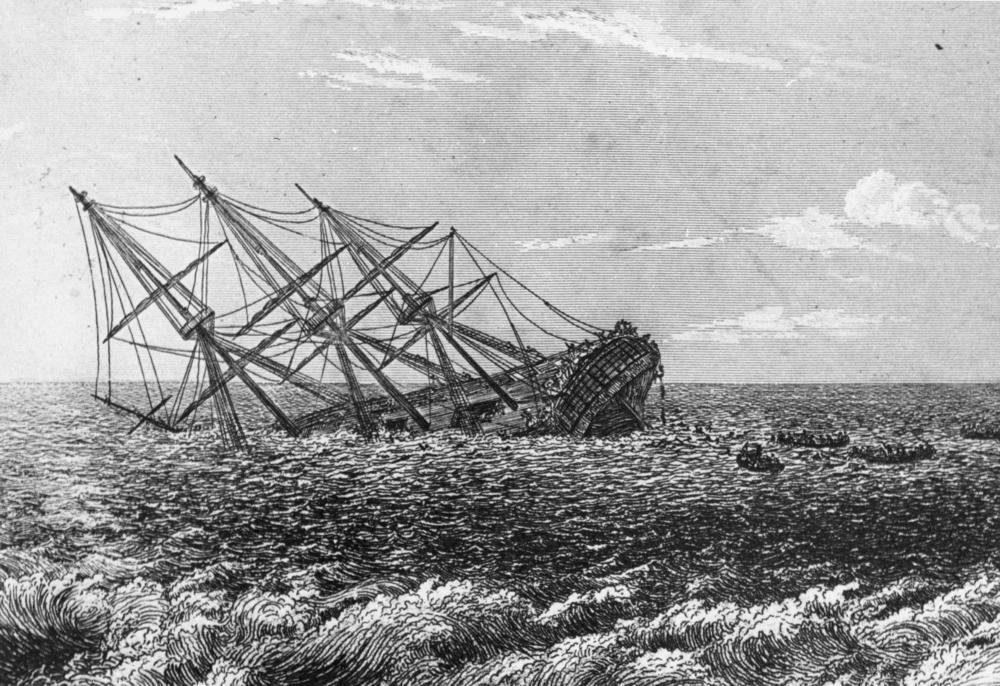
Die havarierte Pandora
(Die Schiffskatze ist in dieser nachempfundenen Radierung von Robert Batty nicht abgebildet.)

Die HMS Pandora wurde 1790 von der britischen Admiralität unter dem Kommando von Kapitän Edward Edwards ausgesandt, um die Meuterer der Bounty gefangen zu nehmen. Auf der Rückfahrt lief die Fregatte am 29. August 1791 auf ein Korallenriff und schlug leck. Besatzungsmitglieder, die den Untergang überlebt hatten, kehrten am nächsten Tag unter der Leitung des Kapitäns George Passmore mit einem Boot zur Pandora zurück, von der nur noch das Oberdeck und die Masten aus dem Wasser ragten. Was noch geborgen konnte, waren das Oberteil der Bramstenge, Teile der Takelage, die Kette des Blitzableiters – und die Schiffskatze, die sich auf die Saling gerettet hatte. Das weitere Schicksal der Schiffskatze der Pandora ist unbekannt.
In einem Gemälde, das William Tobin zugeschrieben wird und möglicherweise auf einer Skizze des Midshipman der Pandora, George Reynolds, beruht, kann man die Schiffskatze der Pandora als Detail entdecken.

### 19. Jahrhundert
Die wohl bekannteste und literarisch am meisten gewürdigte Schiffskatze am Anfang dieses Jahrhunderts war der Kater Trim.
Am Ende des 19. Jahrhunderts sind Schiffskatzen – beispielsweise auf amerikanischen Kriegsschiffen – ausführlich dokumentiert.

#### Trim

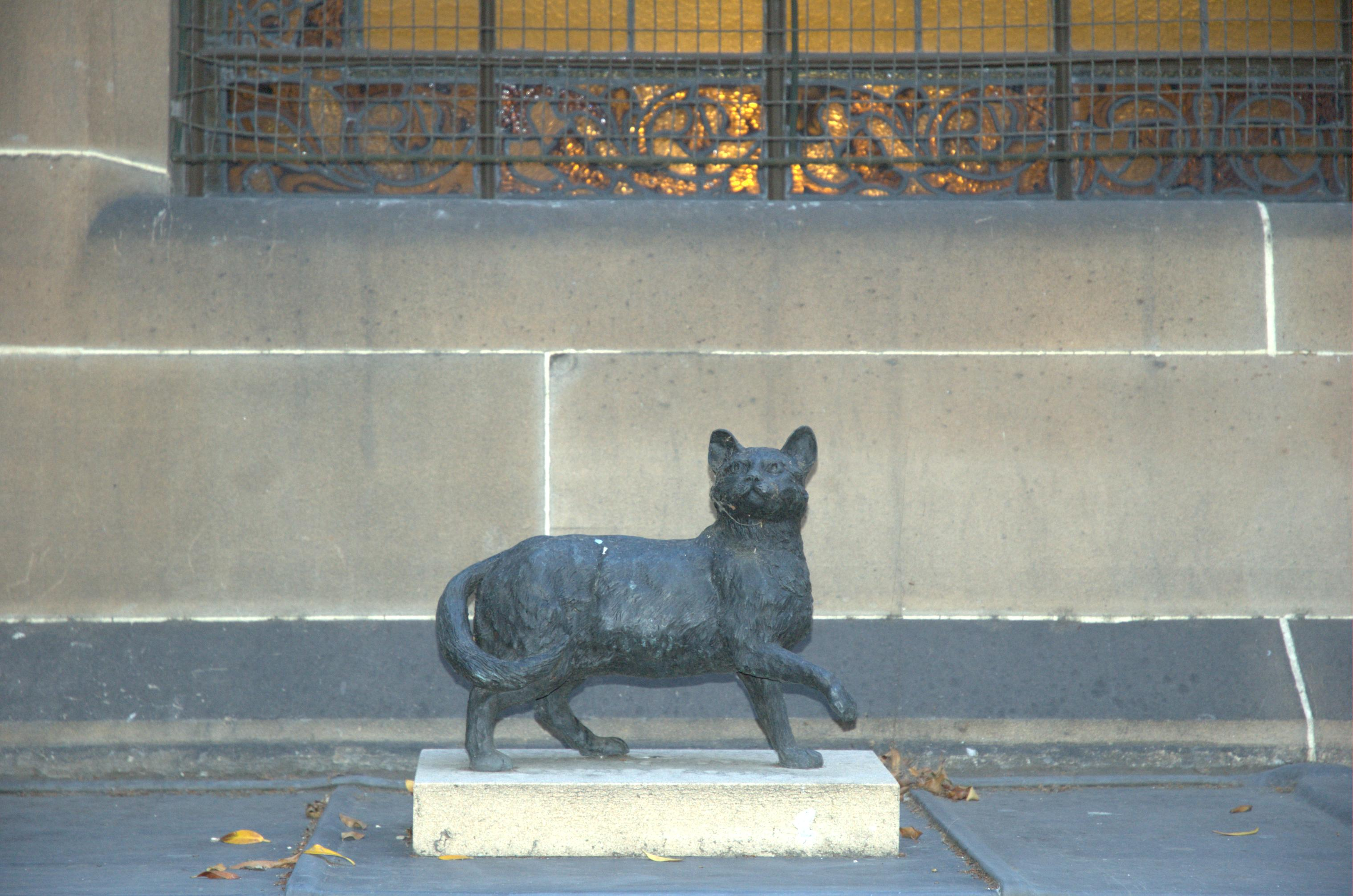
Statue von Trim in Sydney

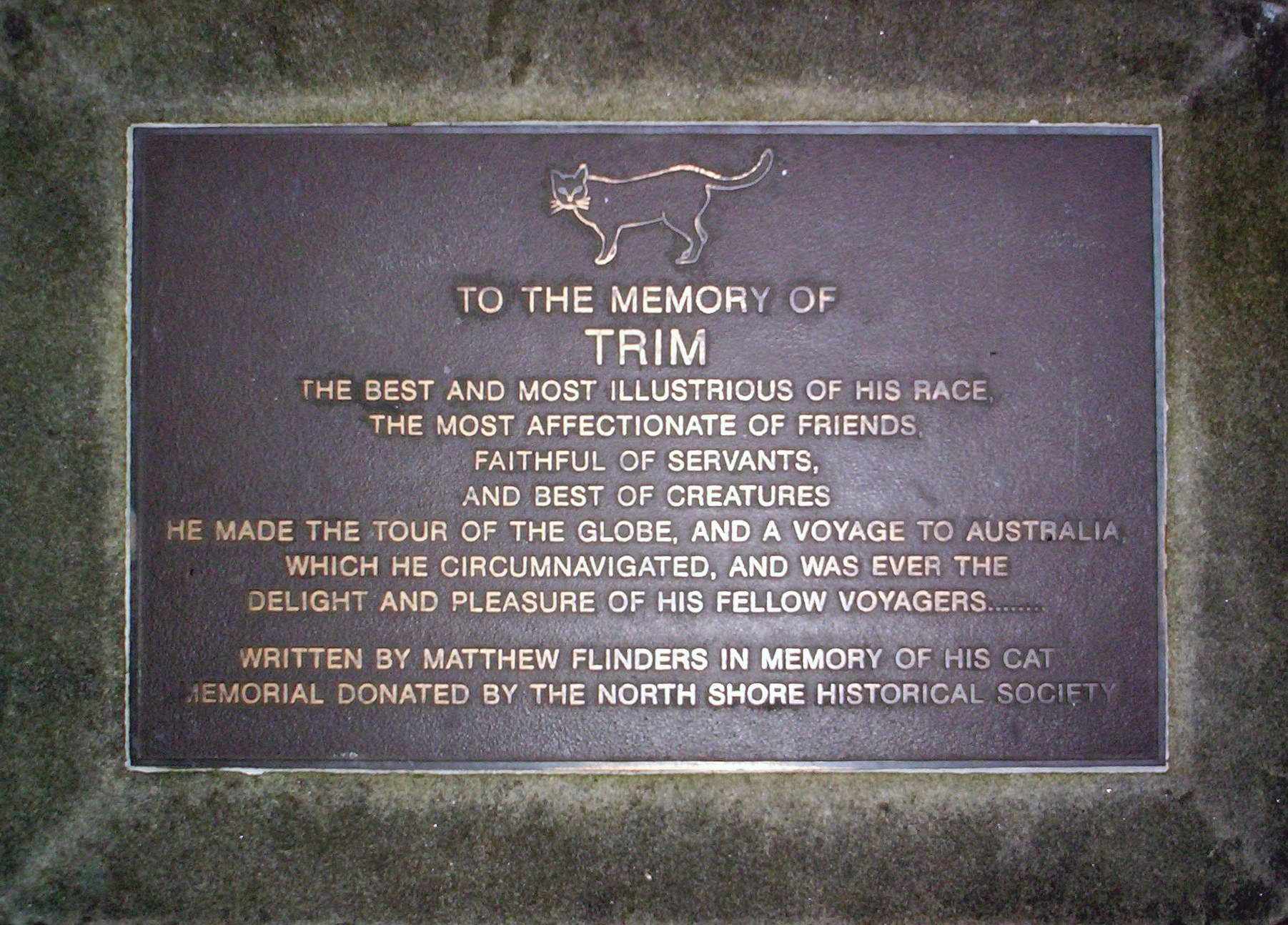
Die dazugehörige Plakette

Trim, ein schwarzer Kater mit weißen Pfoten, Brust und Kinn, wurde 1799 auf dem Forschungsschiff HMS Reliance geboren und wurde Begleiter und Freund des Schiffskommandanten und Forschungsreisenden Matthew Flinders (1774–1814).
In seinem Buch A Voyage to Terra Australis erwähnt Flinders seinen Schiffskater mit keinem Wort, aber bereits im Dezember 1809 hatte Flinders A Biographical Tribute to the Memory of Trim geschrieben, das erst 1973 im Archiv des Londoner National Marine Museum gefunden wurde. Dieses zeitgenössisch-historische Dokument wird in seiner detailreichen Beschreibung (s. u.) als „einzigartig“ eingeschätzt.
Trim zeigte sich von Anfang an als sehr abenteuerlustig und verspielt, wobei er als Jungtier in einem Hafen über Bord ging, sich aber so lange über Wasser halten konnte, bis ihm ein Tau hingehalten wurde, das er mit Leichtigkeit erklomm. Schnell wurde er durch seine Zutraulichkeit zum Liebling der Mannschaft, an deren Mahlzeiten er teilnahm und reihum von jedem Teller etwas erbat, wobei er zumeist ebenso dezent wie geschickt vorging – und dabei zu einem stattlichen Kater heranwuchs.
Durch Flinders Reisen von 1801 bis 1803 zur Kartierung der Küste von Australien wurde Trim zur ersten Hauskatze, die nachweislich per Schiff ganz Australien umrundete. Auf diesen Kartierungsreisen teilte Trim seine besondere Freundschaft nicht nur mit Flinders, sondern auch mit dem Aborigine Bungaree (1775–1830), der als Übersetzer und Verhandlungsführer an Bord war, und William, dem Steward der Messe der jüngeren Offiziere. In den Lagerräumen an Bord bewährte sich der Kater als geschickter und unerbittlicher Rattenfänger und auch den Bordhunden der HMS Investigator flößte er mit Krallen und Zähnen den nötigen Respekt ein. Folgt man Flinders Erzählung, so fühlte sich Trim nur zur See wohl. Bei Landaufenthalten, wie beispielsweise in einer Pension in Deptford bei London, musste Flinders seinen Kater bald wieder abholen, da er dort ein Chaos verursacht hatte.
In der Nacht des 17. August 1803 lief die HMS Porpoise bei den Wreck Reefs auf Grund und die Mannschaft musste zwei Monate auf Rettungsschiffe warten. Auch während dieser schwierigen Zeit verhielt sich Trim vorbildlich, und als sich die Mehrzahl der Mannschaftsmitglieder entschieden, auf einem größeren Schiff nach China weiterzufahren, folgte Trim Flinders auf den Ostindienfahrer Cumberland, der als Nächstes auf der Insel Mauritius anlegte. Dort wurde die gesamte Mannschaft unter dem Vorwand der Spionage ins Gefängnis gebracht: Frankreich und England waren in den Koalitionskriegen erneut zu Gegnern geworden, was die Mannschaft der Cumberland nicht wusste. Trim gefiel diese Gefangenschaft nicht und immer wieder schlich er sich aus dem Gefängnis. Als die Gefangenen in das Maison Despeaux verlegt wurden, stimmte Flinders unter der Annahme, „dass dies nicht den Anstoß seiner Exzellenz, des französischen Gouverneurs von Mauritius, erregen würde“ zu, als eine Französin ihm anbot, Trim als Spielkamerad für ihre kleine Tochter aufzunehmen.

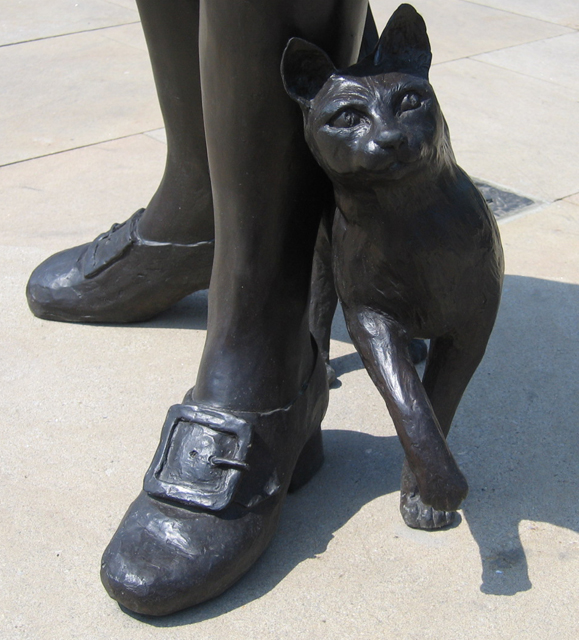
Statue von Trim in Donington, dem Geburtsort von Flinders

Doch bereits nach zwei Wochen war Trim verschwunden. Selbst eine Belohnung von „zehn spanischen Dollars“ in der Inselzeitung brachte keinen Erfolg. Flinders Vermutung ging dahin, „dass dieses außergewöhnliche, vertrauensvolle Tier von einem hungrigen schwarzen Sklaven gekocht und aufgegessen worden war“.
Flinders kam dem Versprechen, seinem Schiffskater und Freund Trim ein Epitaph zu errichten, nicht mehr nach, aber 1996 wurde von John Cornwell eine Trim-Bronzeplastik angefertigt, die bei der Mitchel Library in Sydney steht; auch das Café der Bibliothek wurde nach Trim benannt. Zusätzlich befindet sich eine Statue von Flinders zusammen mit Trim in Flinders Geburtsstadt Donington (Lincolnshire) und eine lebensgroße Bronzeplastik, die Flinders bei der Vermessung zusammen mit Trim zeigt, wurde am 19. Juli 2014 von Prince William im Australia House in London enthüllt. Die Plastik steht heute in der Euston Station in North London, der Gegend, in der man Flinders Grab vermutet. Eine weitere Statue wurde 2017 vom südaustralischen Gouverneur Hieu Van Le in Port Lincoln enthüllt.
Trim wurde außerdem literarisch mehrfach beschrieben.

#### Bouchiq

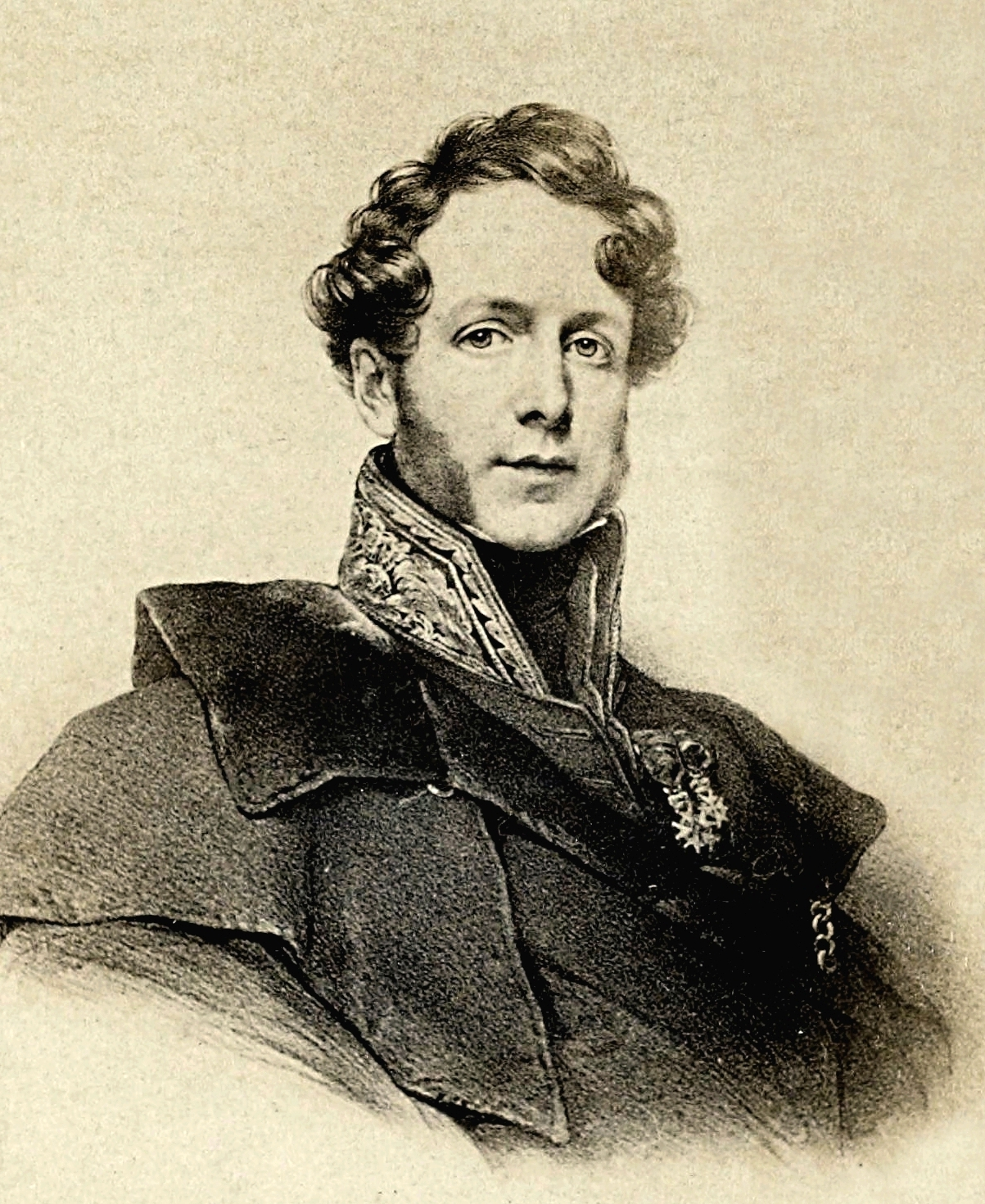
Jacques Boucher de Perthes (1788–1868), der Verfasser des Berichts über die Bordkatze Bouchiq

Jacques Boucher de Perthes, der Zollinspektor und in dieser Funktion auch Kommandant eines kleinen Geschwaders Schaluppen der Küstenwache war, dokumentiert in seiner Biografie von 1861 die Geschichte von Bouchiq, der Bordkatze der Voltigeur, und beruft sich dabei auf deren Logbücher. Die Voltigeur war zu dieser Zeit das Paradeschiff nicht nur des Geschwaders, sondern der gesamten bretonischen Küstenwache und „hätte sogar die Argo ausgestochen“.
Bouchiq wurde vor dem Stapellauf der Voltigeur als kleines Kätzchen auf das Schiff gebracht und avancierte zum Liebling der Besatzung. Als nach 10 Jahren der alte Kapitän von Bord ging, wurde der Zweite Offizier, der die Katze nicht mochte, neuer Kapitän und bei erster Gelegenheit warf er die Katze nachts über Bord. Die Mannschaft bekam den Vorgang mit, aber niemand sah, dass Bouchiq sich retten konnte und dann heimlich wieder an Bord kletterte. Am nächsten Morgen feierte die Mannschaft die „Auferstehung“ von Bouchiq, die im Krähennest thronte. Doch der neue Kapitän war entschlossen, die Katze loszuwerden, und unter dem Protest der Mannschaft setzte er Bouchiq 20 Meilen vom Heimathafen Tréguier entfernt an einem einsamen Strand aus.
Bei einem bald darauf folgenden nautischen Wettbewerb, bei dem erneut ein Sieg erwartet wurde, wurde die Voltigeur nur Vierte. Man vermutete als Ursache kleinere Probleme, die man reparierte, aber die Voltigeur ließ sich nicht mehr so wie früher manövrieren. Auch Takelage und Ballast wurde geändert, schließlich sogar ein Priester geholt, der in Rom gewesen war, aber alles ohne Erfolg. Als der Kapitän mit seinem Latein am Ende war, rief er eine Mannschaftssitzung ein. Ein alter Matrose, der bisher immer geschwiegen hatte, sprach schließlich aus, was die Mannschaft dachte: Die Voltigeur würde „bocken“, weil die Katze, mit der sie quasi „seit ihrer Geburt“ zusammen gewesen sei, verschwunden sei. Um die Aussage des Alten zu entkräften, bezeichnete ihn der Kapitän daraufhin als einen alten Narren, aber die Mannschaft stand hinter dem Alten und „bockte“ nun auch tagelang bei der Arbeit, genauso wie ihr Schiff.
Schließlich gab der Kapitän nach: Bouchiq solle wieder an Bord geholt werden, er wisse aber nicht, wo man sie finden könne. Der Alte erklärte ihm, dass Bouchiq erfahren sei und sie habe ganz sicher den Weg zurück zum Heimathafen gefunden. Der Kapitän meldete seine Zweifel zur Intelligenz der Katze an, aber wieder war die Mannschaft der Meinung des Alten.
Erneut versuchte der Kapitän sich durchzusetzen und entschied, dass man für die Voltigeur eine Bouchiq ähnliche Katze finden könne. Und zum dritten Mal opponierte der Alte: Man könne ein Schiff nicht so leicht täuschen wie einen Menschen. Die Voltigeur wolle nur Bouchiq, sonst würde ein Unglück geschehen.
Während die Voltigeur in Roscoff vor Anker lag, hatte Bouchiq tatsächlich nach Abenteuern und Verletzungen den Weg nach Tréguier gefunden, wo jeder die Katze der Voltigeur kannte. Ihr Zustand, die einsame Rückkehr und ihr klagendes Miauen im Hafen bei der Suche nach ihrem Schiff konnte nur eines bedeuten: Die Voltigeur war untergegangen, die Besatzung war ertrunken und nur das Tier hatte sich als einziger Überlebender auf einer Planke ans Ufer retten können. Die vermeintlichen Witwen und Waisen liefen weinend und wehklagend durch den Ort.
Auch am nächsten und übernächsten Tag gab es kein Lebenszeichen von der Voltigeur. Am dritten Tag bereitete man sich darauf vor, eine Messe für die Toten zu lesen, als Bouchiq mit langen Sätzen Richtung Hafen eilte; eine halbe Stunde später lief die Voltigeur dort ein. Kaum hatte das Schiff die Kaimauer berührt, sprang Bouchiq unter dem Jubel der Mannschaft – und selbst des Kapitäns, der nun überzeugt zu sein schien – an Bord.
Von diesem Tag an war alles wieder wie früher: Das Schiff gewann jedes Rennen und Bouchiq war selbst später, im Alter von 15 Jahren, noch so lebhaft wie an seinem ersten Tag auf der Voltigeur.

#### Nansen

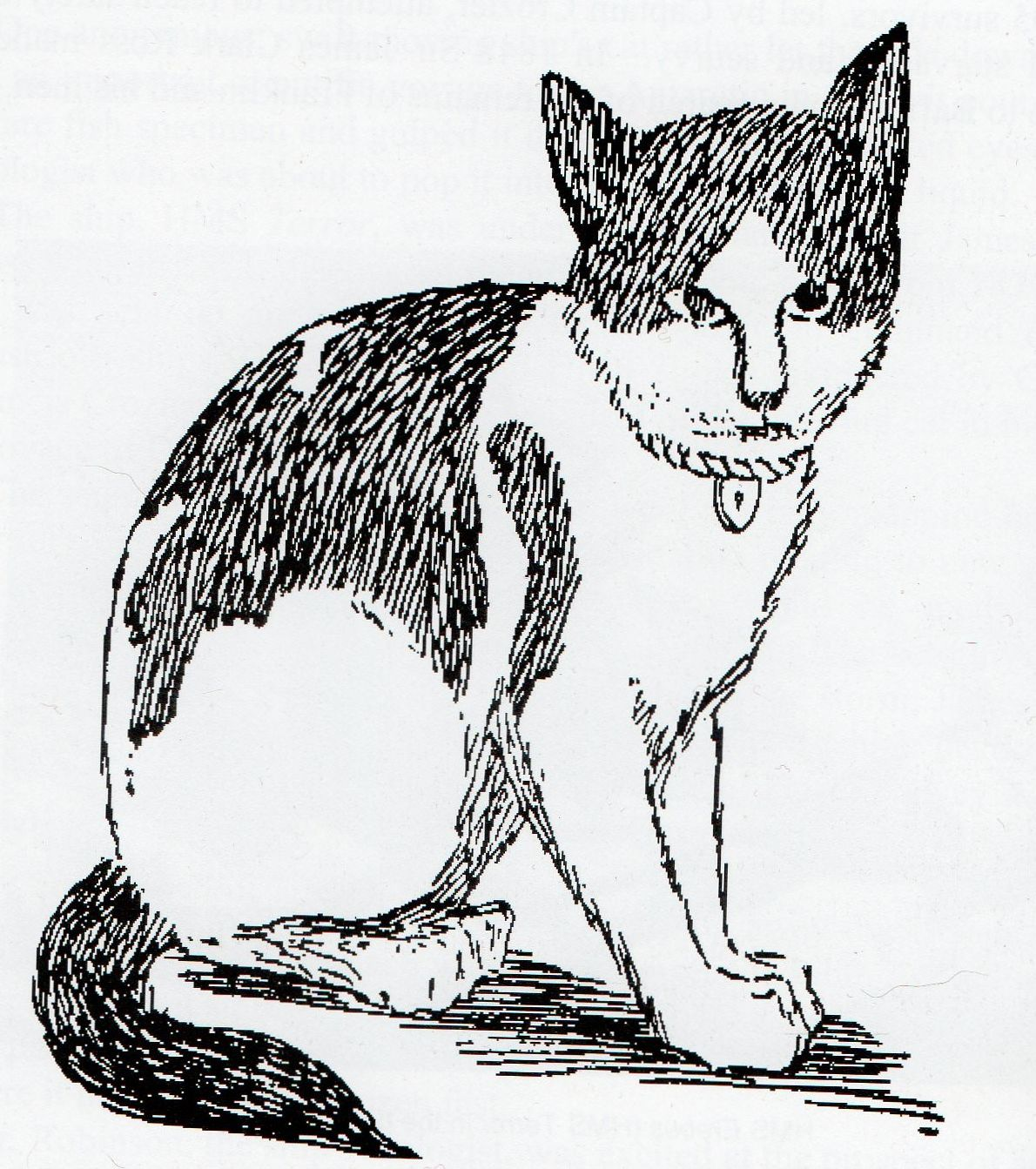
Nansen (Zeichnung von Johan Koren)

Nansen war der Schiffskater auf der Belgica, die für die belgische Antarktis-Expedition von 1897–1899 unter der Leitung von Adrien de Gerlache de Gomery eingesetzt wurde. Er war vom Schiffsjungen Johan Koren an Bord gebracht worden und war nach dem Polarforscher Fridtjof Nansen benannt. Zweiter Offizier war der damals noch unbekannte Roald Amundsen, der in sein Tagebuch notierte, dass Nansen besonders nachts auf dem Deck umherschlich und sehr geschickt im Fangen von Fliegenden Fischen war. Schiffskater Nansen starb am 22. Juni 1898 in der Antarktis.

#### Peter
Peter war der Schiffskater der Helgoland, eines Fischereidampfers, mit dem die Deutsche Expedition in das Nördliche Eismeer 1898 Spitzbergen umrundete. Theodor Lerner, der die unter Leitung der Zoologen Fritz Römer und Fritz Schaudinn stehende Reise organisiert hatte, berichtet, Peter sei als „Liebesgabe von zarter Hand“ bei der Abfahrt von Deutschland an Bord gekommen. Durch den reichlichen Genuss von Rentier-, Bären- und Robbenfleisch entwickelte er sich zu einem Prachtexemplar. Während eines Sturms wurde er von einer überkommenden See erfasst und in hohem Bogen über Bord geschleudert. Die Besatzung gab ihn schon verloren, als eine neue See ihn Minuten später wieder an Bord beförderte, wo er eiligst auf das Dach des Steuerhauses kletterte.

### 20. Jahrhundert – Die Zeit vor dem Zweiten Weltkrieg

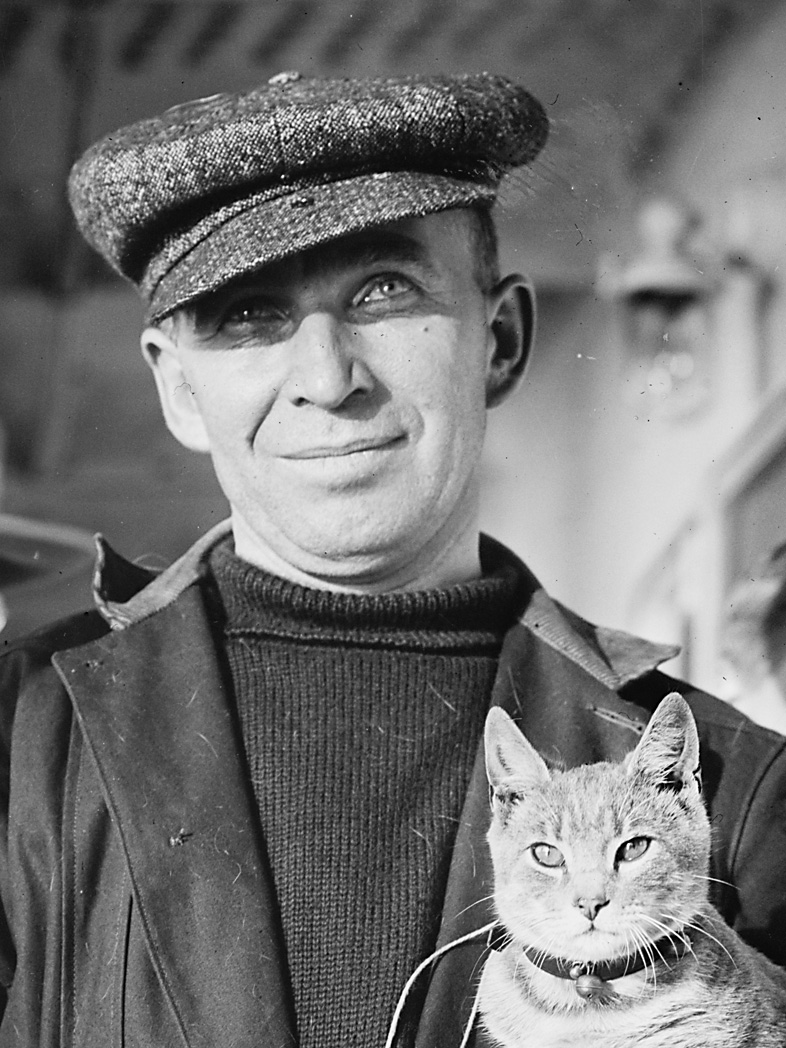
Melvin Vaniman, Chefingenieur der America, mit Kiddo

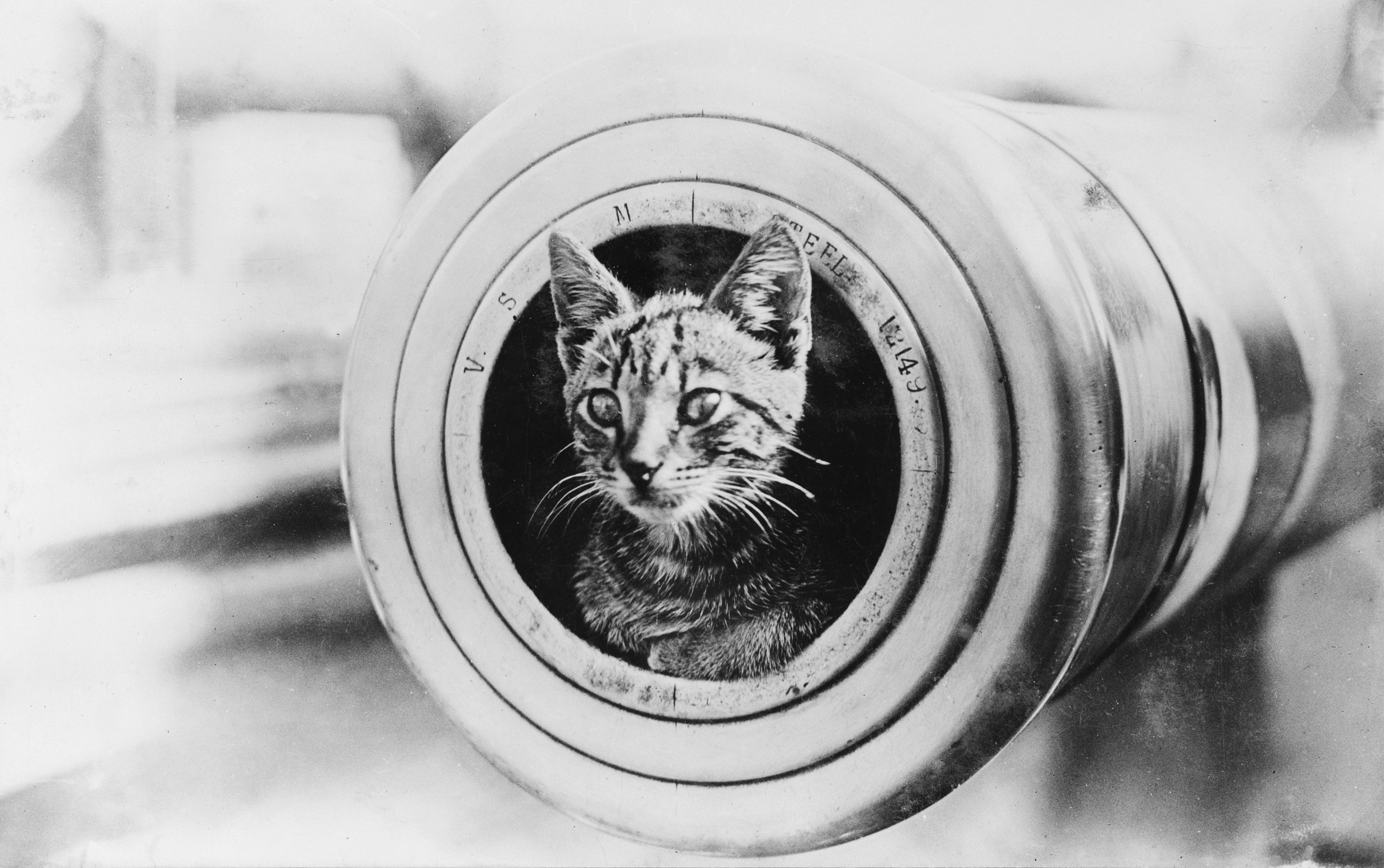
Schiffskatze der Encounter (um 1914–1918)

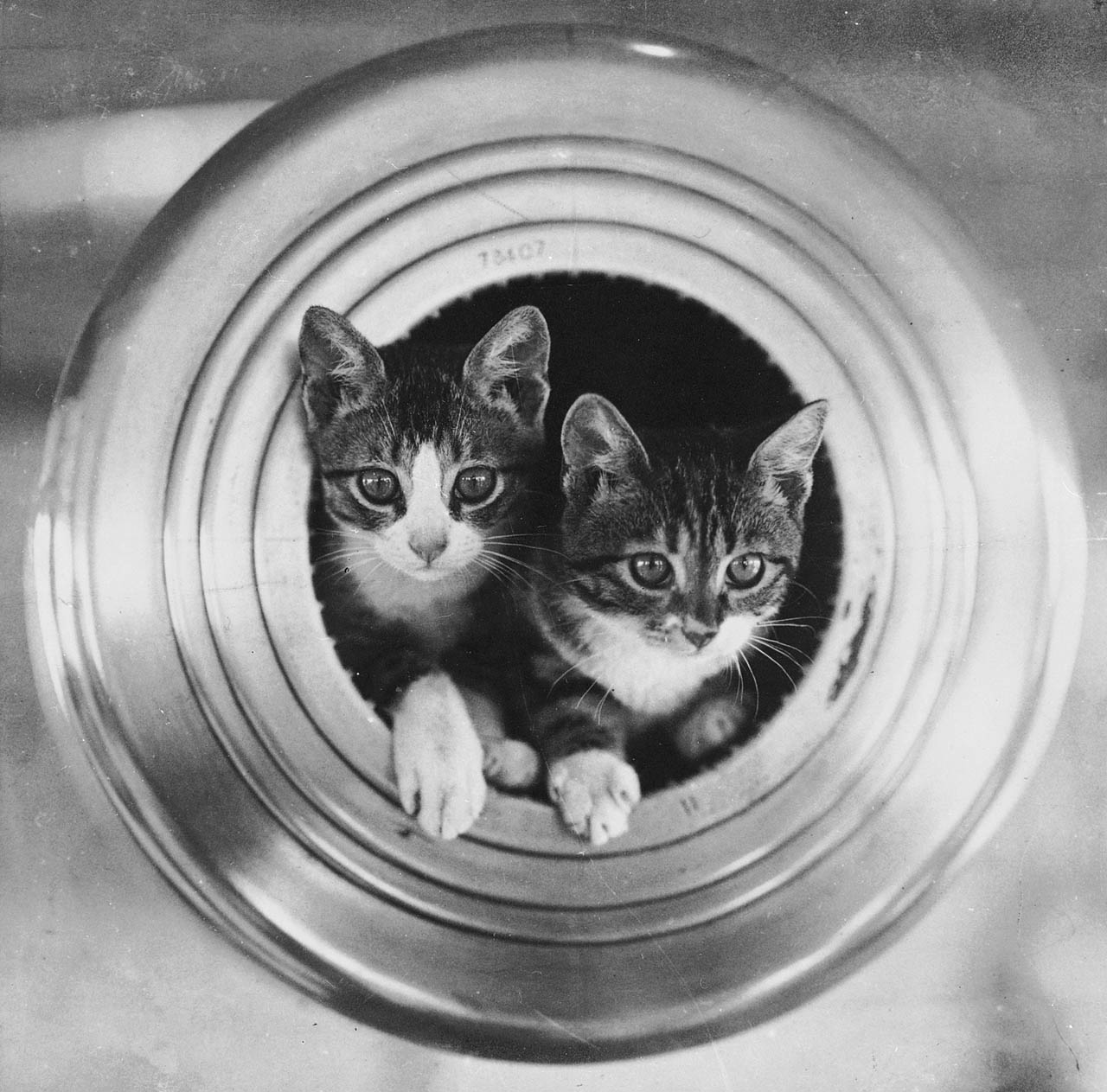
Schiffskatzen der HMS Hawkins

Zu Beginn des 20. Jahrhunderts wurden Schiffskatzen meist im Zusammenhang mit abenteuerlichen Expeditionen oder mit Aktionen der Marine während des Ersten Weltkriegs erwähnt. Besonders in der Zeit des Ersten Weltkriegs war es üblich, die Schiffskatze(n) im Rohr einer der Bordkanonen zu fotografieren.

#### Kiddo
Kiddo war als blinder Passagier auf das Luftschiff America gelangt, bevor dieses am 15. Oktober 1910 von Atlantic City (New Jersey) aus startete, um eine Atlantiküberquerung zu versuchen. Die „Luftschiffskatze“ war zunächst von ihrer Situation unangenehm überrascht und miaute unablässig, so dass die Crew und der Chefingenieur Melvin Vaniman sie loswerden wollten. Zu diesem Zweck machte der Funker der America den ersten von einem Luftschiff zu einer Bodenstation ausgesendeten Funkspruch: „Roy, komm’ und hol diese gottverdammte Katze ab.“ Man versuchte, Kiddo in einem Sack vom Luftschiff in ein Motorboot abzuseilen, was aber wegen des Seegangs nicht gelang. Kiddo blieb an Bord des Luftschiffs, lebte sich ein und war offenbar bei der Vorhersage schlechten Wetters genauer als das Barometer.
Als die Maschinen der America nach 71 ½ Stunden und etwa 475 Seemeilen östlich der Küste von Maryland ihren Dienst zu versagen begannen und man das Royal Mail Ship Trent entdeckte, gab die kleine Crew das Luftschiff auf und man stieg in Rettungsboote um. Die Tatsache, dass der amerikanische Journalist, Forscher und Flieger Walter Wellman (1858–1934), der diesen kühnen Versuch mit der America geplant und ausgeführt hatte, dabei eine Katze „mitnahm“, die dann im Boot bei der Rettung auch noch Personen durch Kratzer verletzte, wurde in zwei Zeitungsartikeln – der eine ernst, der andere humorvoll – abgehandelt.
Da Kiddos kurze Karriere als „Schiffskatze“ damit zu Ende war, wurde sie fortan von Edith Wellman Ainsworth, der Tochter von Walter Wellman, betreut.

#### Nigger
Nigger war der schwarze Schiffskater von Robert Falcon Scott (1868–1912) auf dessen Terra-Nova-Expedition (1910–1913). Der kleine Kater muss sich vor Juni 1910, als die Terra Nova noch in London vor Anker lag, an Bord geschlichen haben und wurde das Maskottchen der Mannschaft. Mindestens zwei Mal fiel Nigger über Bord, wurde aber immer gerettet.
Petty Officer Frank Browning fabrizierte ihm eine eigene kleine Hängematte mit Decke und Kissen, die Nigger auch zu benutzen lernte. Es wird berichtet, dass Nigger in dieser Hängematte schlief, als Admiral Sir Richard Poore, Commander der Australia Station der Royal Navy, zu einer Inspektion an Bord der Terra Nova kam. Als Sir Poore versuchte, den Kater zu wecken, ignorierte Nigger den hohen Besuch. Nach einem kurzen Blick gähnte er, streckte sich und schloss wieder die Augen – was den Admiral sehr amüsiert haben soll.
Zur Ernährung der Mannschaft wurden in der Antarktik Weddellrobben geschossen und Nigger entwickelte eine große Vorliebe für Blubber, von dem er üblicherweise so viel fraß, dass er sich übergeben musste – worauf er erneut noch mehr Blubber fraß.
Nigger erlebte das Ende der Reise nicht mehr. Auf der Rückfahrt geriet das Schiff im Ärmelkanal in einen Sturm und Nigger wurde von einer Welle ins Meer gespült. Ein Boot wurde herabgelassen, aber der Schiffskater der Terra Nova konnte nicht mehr gefunden werden.

#### Lisbeth

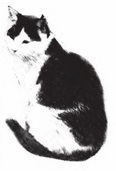
Lisbeth

Lisbeth war die Schiffskatze des Dampfers Mainz der Zeppelin-Studienexpedition nach Spitzbergen im Sommer 1910. Die weißbunte Katze war mit ihren zwei munteren Babys das „Symbol der friedlichen Häuslichkeit und des Behagens an Bord“. Die Jungen bekamen ihr tägliches Schälchen Milch von Prinz Heinrich von Preußen, dem Bruder des deutschen Kaisers Wilhelm II. Lisbeth fraß zum Leidwesen des Zoologen Otto von Zedlitz und Trützschler auf ihren nächtlichen Beutezügen dessen Vogelpräparate, besonders die seltenen und wertvollen Schnepfenvögel, Strandläufer und Schneehühner.

#### Jenny
Jenny war die Schiffskatze der Titanic, die in den Aufzeichnungen mehrerer Überlebender der verhängnisvollen Jungfernfahrt (10. bis 14. April 1912) erwähnt wird. Sie war ursprünglich Schiffskatze des Schwesterschiffs der Titanic, der Olympic, die im September 1911 mit dem britischen Kreuzer Hawke kollidierte.
Eine Woche bevor die Titanic Southampton verließ, hatte Jenny einen Wurf kleiner Kätzchen. Sie hielt sich meist in der Küche der Titanic auf, wo sie vom Personal mit Küchenabfällen gefüttert wurde. Die Stewardess Violet Jessop schrieb später in ihren Memoiren, „die Katze hatte ihre Familie in der Nähe von Jim, dem Küchenjungen, dessen Zustimmung sie immer suchte und der ihr immer seine herzliche Zuneigung erwies.“
Die häufig kolportierte Geschichte, dass ein Heizer (oder Küchenjunge) namens Jim Mulholland gesehen habe, wie Jenny ihre Jungen in Southampton eines nach dem anderen die Gangway hinunter an Land gebracht habe (was ihn davon abgehalten habe, seine Arbeit auf der Titanic anzutreten), hat sich als unrichtig erwiesen.
Jenny und ihre Jungen blieben an Bord und gingen am 14. April 1912 mit der Titanic unter.

#### Nigeraurak
Nigeraurak (die kleine Schwarze) war die Schiffskatze auf der HMCS Karluk während der von Vilhjálmur Stefánsson geleiteten Karluk-Expedition (1913–1914), die die Gebiete westlich der Queen Elizabeth Islands erforschen wollte. Das noch kein Jahr alte Kätzchen wurde vom Heizer Fred Maurer (1893–1923) adoptiert, der es als sein Eigentum ansah.
Das jüngste Mitglied der Expedition war das Yupik-Mädchen Mugpi aus Point Barrow (später Ruth Makpii Ipalok; 1911–2008). Da Mugpis Spielweise mit der Katze etwas rauer war, blieb ihr lebenslang eine durch Nigerauraks Krallen verursachte Narbe am Kinn.
Als die Karluk vom Eis umschlossen leck schlug und am 11. Januar 1914 sank, wurde Nigeraurak in einem Sack evakuiert, da Befehl gegeben worden war, auch die Tiere zu retten. Nigeraurak überlebte den Marsch über das Packeis der Beaufortsee und sieben entbehrungsreiche Monate auf der Wrangel-Insel. Nachdem die Schiffbrüchigen im September 1914 gerettet worden waren, wohnte sie bei Maurer und überlebte ihn schließlich. Sie wurde Mutter vieler schwarz-weißer Kätzchen, die alle Karluk genannt wurden.

#### Emmy
Emmy war die Schiffskatze auf dem Royal Mail Ship Empress of Ireland. Sie war eine orange Tabbykatze, die nie eine Reise verpasste. Doch am 28. Mai 1914 ging Emmy von Bord des Schiffes. Die Besatzung konnte sie nicht mehr rechtzeitig zurücklocken und die Empress of Ireland verließ den Hafen ohne sie. Berichten zufolge wurde Emmy zuletzt auf dem Dach eines Schuppens am Pier 27 gesehen, von wo aus sie beobachtet haben soll, wie ihr Schiff Quebec City verließ.
Früh am nächsten Morgen kollidierte die Empress of Ireland im Nebel mit der SS Storstad in der Mündung des St. Lorenzstroms und sank darauf schnell, wobei mehr als 1000 Menschen ihr Leben verloren.

#### Mrs. Chippy

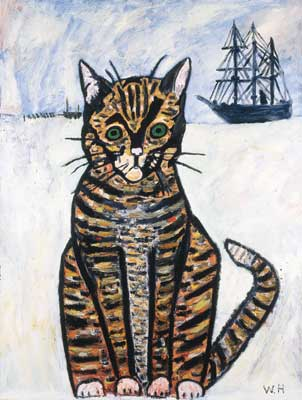
Mrs Chippy (Zeichnung von Wolf Howard)

Mrs. Chippy war der Schiffskater an Bord der Endurance, dem Schiff von Sir Ernest Shackleton bei seiner Imperial Trans-Antarctic Expedition (1914–1917). Als man Anfang 1915 das im Packeis gefangene Schiff schließlich aufgeben musste, ließ Shackleton die Schlittenhunde und Mrs. Chippy erschießen, da er entschieden hatte, dass man sich die Tiere während der beschwerlichen Reise über das Eis nicht leisten konnte.

### 20. Jahrhundert – Zweiter Weltkrieg und danach

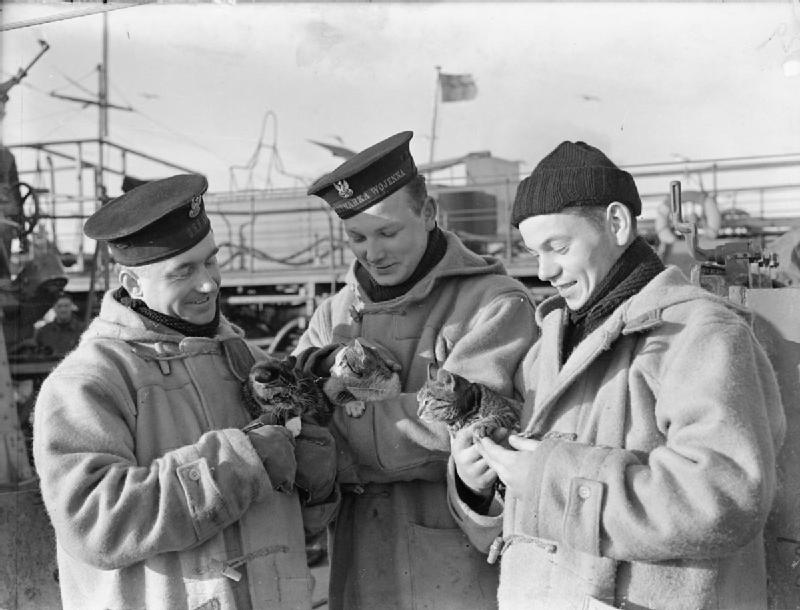
Auch in der polnischen Marine gab es Schiffskatzen (1940).

Obwohl es auch vor dem 20. Jahrhundert vereinzelt Geschichten von Schiffskatzen berühmter Seefahrer gab, führte der Ausbruch des Zweiten Weltkrieges sowohl durch das Engagement der nationalen Marinekräfte als auch durch den rasanten Anstieg der Verbreitung von Neuigkeiten durch Zeitungen, Radio und Fernsehen vor allem im englischen Sprachraum zu einer neuen „Prominenz“ von Schiffskatzen.

#### Rinda
Rinda war die Schiffskatze auf dem gleichnamigen norwegischen Cargoschiff, das am 30. Mai 1941 vor der Küste von Liberia torpediert und versenkt wurde. Nach längerer Suche konnte die Katze zusammen mit den Besatzungsmitgliedern von dem Trawler HMT Pict gerettet werden und blieb an Bord der Pict, wo sie auch den Namen Rinda in Erinnerung an das versenkte Schiff erhielt.

#### Oscar / Unsinkable Sam
Die Geschichte der Bordkatze der Bismarck enthält alternative Variationen und ist mit vielen Fragen behaftet, die durch Frank Allen von der HMS Hood Association zusammengestellt wurden.
Ein Schiffskater, Name unbekannt, soll auf dem deutschen Schlachtschiff Bismarck gewesen sein, als dieses am 27. Mai 1941 versenkt wurde, wobei von mehr als 2.104 Besatzungsmitgliedern nur 116 überlebten. Der britische Zerstörer HMS Cossack soll diese Katze auf einer Planke treibend gefunden und aufgenommen haben. Am 27. Oktober 1941 wurde die Cossak von einem deutschen U-Boot torpediert und versenkt, aber der Kater, der nun den Namen Oscar erhalten hatte, soll erneut gerettet und nach Gibraltar gebracht worden sein. Danach soll Oscar Schiffskater auf dem Flugzeugträger Ark Royal geworden sein, der am 13. November 1941 vor Gibraltar torpediert wurde und sank. Oscar soll erneut gerettet worden sein, wurde nun aber an Land in den Bürogebäuden des Governor General von Gibraltar unter dem Namen Unsinkable Sam (Unsinkbarer Sam) gehalten. Schließlich soll er nach England gebracht worden sein, wo er den Rest seines Lebens bis zu seinem Tod 1955 in einem Seemannsheim verbracht habe. Ein angebliches Porträt des Katers hängt im National Maritime Museum in Greenwich, zeigt aber eine getigerte Katze, während andere Berichte Oscar als „schwarzer Kater mit weißem Kragen“ beschreiben.

#### Blackie / Churchill

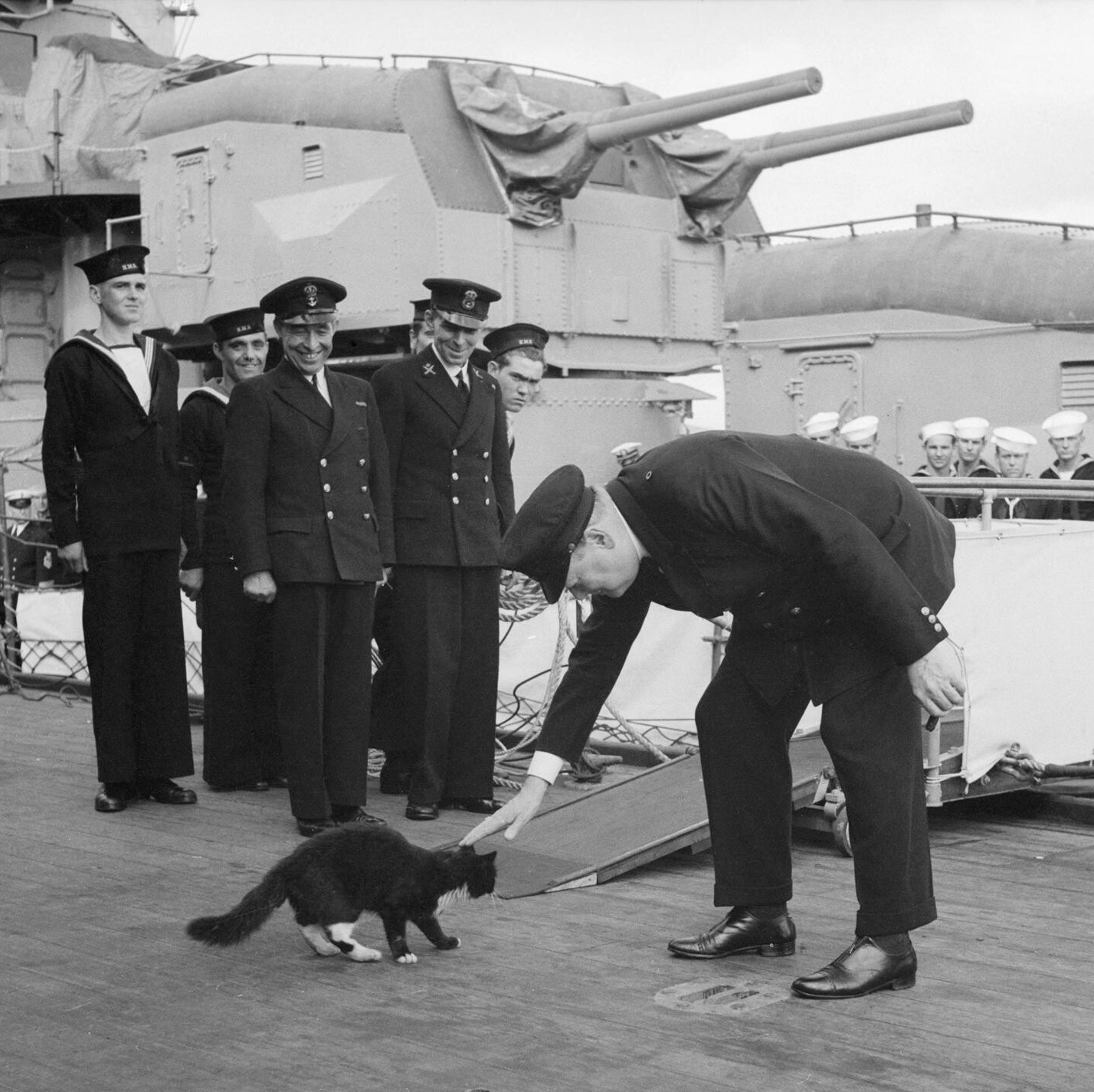
Premierminister Winston Churchill und Blackie (1941)

Blackie war der Schiffskater auf der Prince of Wales. Während des Zweiten Weltkrieges erreichte er durch ein Pressefoto weltweite Bekanntheit, nachdem die Prince of Wales im August 1941 den damaligen Premierminister Winston Churchill über den Atlantik zum Marinestützpunkt NS Argentia in Neufundland gebracht hatte, wo er sich mehrere Tage lang mit dem damaligen US-Präsidenten Franklin D. Roosevelt in sicherer Umgebung traf. Dieses Treffen führte zu der Unterzeichnung der Atlantik-Charta.
Als der Katzenliebhaber Churchill nach Abschluss der Verhandlungen dabei war, die Prince von Wales zu verlassen, näherte sich ihm der Kater. Churchill bückte sich, um von Blackie Abschied zu nehmen (oder ihn daran zu hindern, mit ihm das Schiff zu verlassen) und in diesem Moment wurde das Foto gemacht, das später durch die Weltpresse ging. Zu Ehren des erfolgreichen Besuchs wurde Blackie in „Churchill“ umbenannt.
Blackie überlebte zwar den Untergang der Prince of Wales später in diesem Jahr und wurde mit den Überlebenden nach Singapur gebracht, aber er konnte nicht mehr gefunden werden, als Singapur im folgenden Jahr evakuiert wurde. Sein Schicksal ist unbekannt.

#### Tarawa
Das Kätzchen Tarawa wurde im November 1943 während der Schlacht von Tarawa von der United States Coast Guard aus einem Bunker gerettet. Sie wurde das Maskottchen eines Panzerlandungsschiffes. Dort vertrug sie sich aber nicht gut mit dem Bordhund Kodiak, weshalb sie nach der Rückkehr in die USA bei Gelegenheit das Schiff verließ, an Land ging und verschwand.

#### Convoy

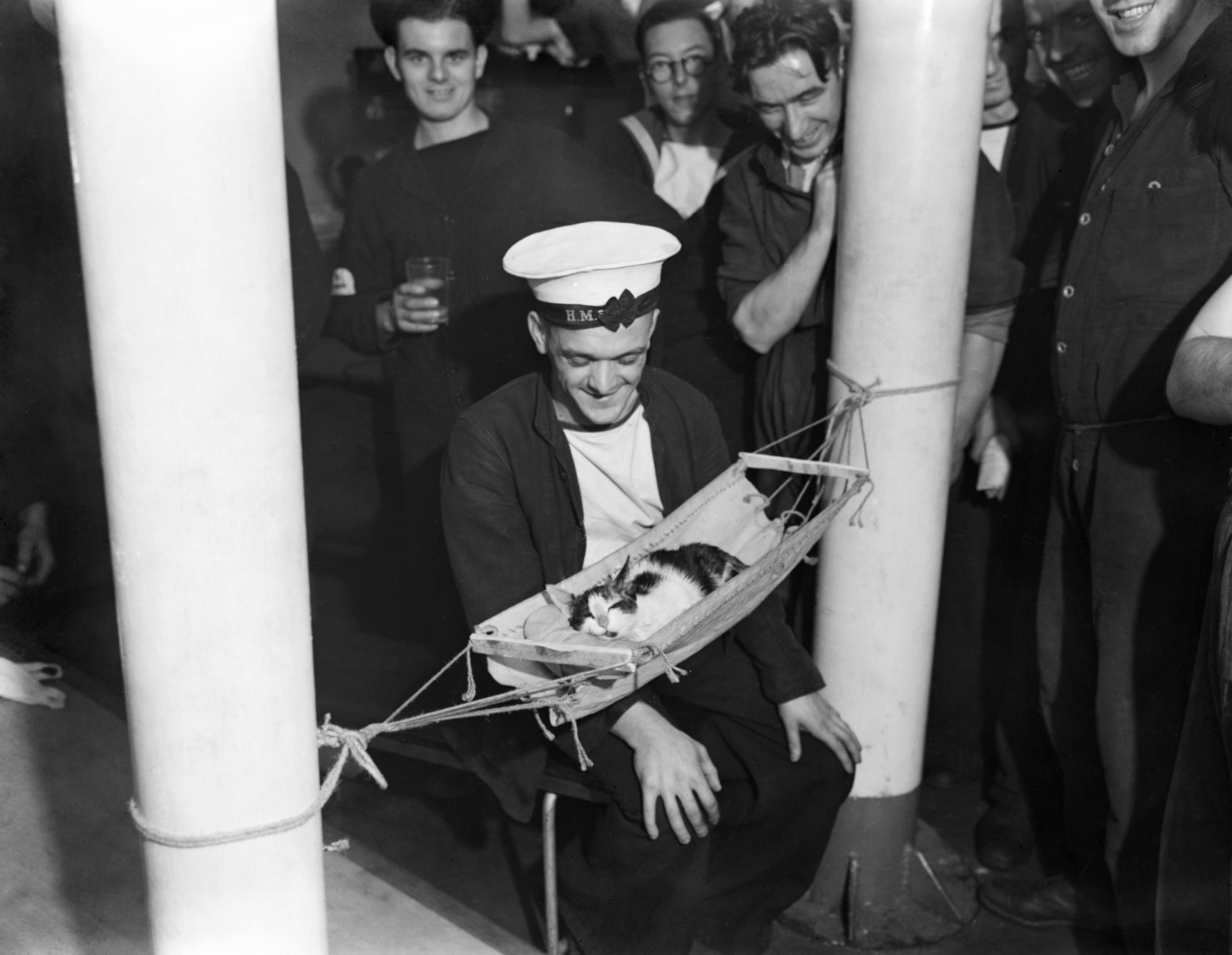
Convoy in einer Hängematte auf der Hermione

Convoy war der Schiffskater der Hermione. Er erhielt diesen Namen, da er auf der Hermione an vielen Konvoifahrten teilnahm. Convoy wurde ordnungsgemäß im Logbuch des Schiffs geführt und hatte seine eigene kleine Hängematte, in der er schlief. Er wurde zusammen mit 87 Besatzungsmitgliedern getötet, als die Hermione am 16. Juni 1942 von einem deutschen U-Boot (Typ U-205) torpediert und versenkt wurde.

#### Peebles

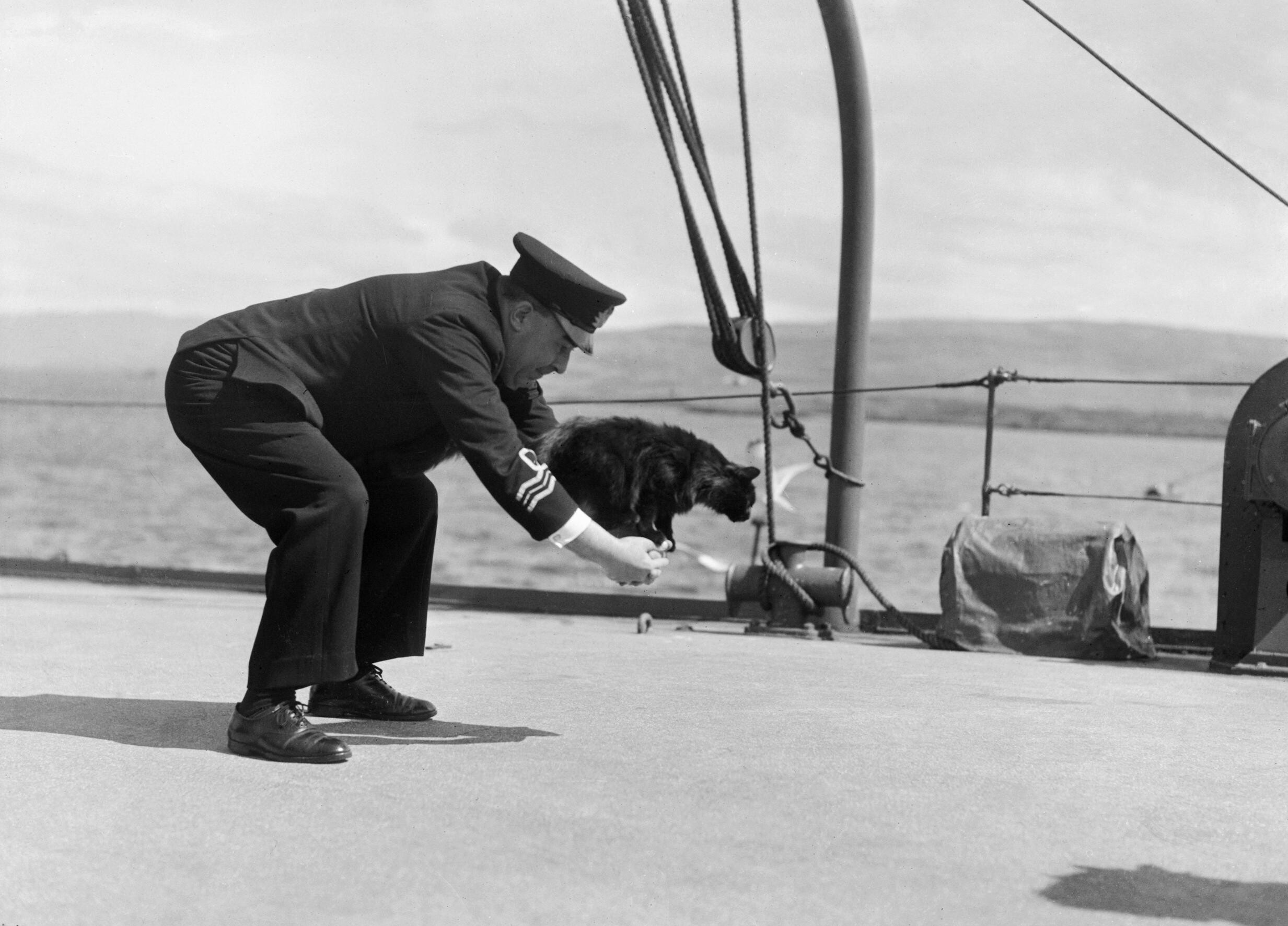
Lieutenant Commander R. H. Palmer, OBE, demonstriert 1944 an Bord der HMS Western Isles (Tobermory, Mull), wie Peebles durch seine zusammengehaltenen Arme springen kann.

Peebles war die Schiffskatze an Bord der HMS Western Isles während der Zeit des Zweiten Weltkriegs. Sie war der Liebling der Schiffsbesatzung und war für ihr besonders spielerisches Verhalten bekannt. So begrüßte sie Fremde beim Eintritt in die Offiziersmesse mit „Handschlag“ (gab Pfötchen) oder „sprang durch den Reifen“ (die zu einem Ring geformten, zusammengehaltenen Arme) von Besatzungsmitgliedern.

#### Free Thinker
Das Schlachtschiff Warspite der Royal Navy hatte einen auf dem Schiff geborenen Schiffskater, der unter anderem dort den D-Day (6. Juni 1944) und die Bombardierung von Brest (25. August 1944) erlebt hatte. In letzterem Fall wurden von der Warspite 213 Geschosse auf die deutschen Stellungen abgefeuert, was ihn sehr verängstigt und zu unhygienischem Verhalten veranlasst hatte.
Es folgte eine nicht ganz ernst gemeinte, aber im offiziellen Stil gehaltene Freistellung des Schiffskaters vom Dienst, die auf der Warspite mit folgenden Worten bekannt gemacht wurde:

„An Official Service certificate, including an Honourable Discharge, has been issued on behalf of the Ship's Cat, which has left HMS Warspite owing to shell-shock and has taken up residence with the wife of a crew member A/B George Allen of Barking, Essex.“

„Eine offizielle Militärdienst-Bescheinigung mit ehrenhafter Entlassung wurde betreffs der Schiffskatze ausgestellt, die die HMS Warspite aufgrund von Kriegszittern verlassen hat und nun ihren Wohnsitz bei der Ehefrau des Besatzungsmitglieds A/B George Allen aus Barking in Essex hat.“

Das Original war von Captain Kelsey DSO unterschrieben worden. Der Kater wurde in Anspielung auf die Bombardierung von Brest als Ginger Brest bezeichnet, als Stationierungshafen wurde Chatham angegeben unter der offiziellen Nummer LX.1944. Auf dem Schiff sei er als Free Thinker bekannt gewesen und hatte erst kürzlich die Erwähnungen „By his actions, proved himself an example to others.“ für D-Day und „On August 25, during the bombardment of the fort at Brest, he also acquitted himself in a very seamanlike manner.“ für den Einsatz vor Brest erhalten.

#### Rastus
Rastus war der Schiffskater auf der amerikanischen HMS Gorleston, die von 1941 bis 1946 von der Royal Navy kommandiert wurde.
Im Hafen von Liverpool wagte es eine große Möwe, sich auf dem Vorschiff, dem Lieblingsbereich von Rastus, niederzulassen und herumzustolzieren. Nachdem Fauchen und Drohgebärden keine Wirkung zeigten, griff Rastus an und biss der Möwe ins Bein. Der erschrockene Vogel hob – zusammen mit dem Kater – ab und erst über dem Wasser lockerte Rastus seinen Biss, worauf er ins Hafenbecken fiel. Unter den anfeuernden Rufen der Besatzung schwamm Rastus an Land und kehrte auf die Gorlestion zurück. Rastus' ungewöhnliches Erlebnis wurde 1952 in The Nautical Magazine nacherzählt.

#### Pooli

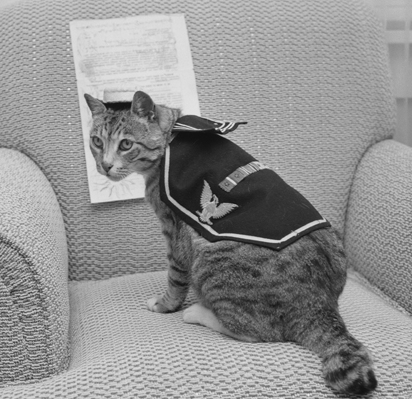
Die „Kriegsveteranin“ Pooli am 4. Juli 1959

Pooli war während des Zweiten Weltkriegs Schiffskatze an Bord eines US-Angriffstransportschiffes und wurde während dieser Zeit wegen der durchlebten Kampfhandlungen mit drei Bandschnallen und vier Service Stars ausgezeichnet.

#### Felix

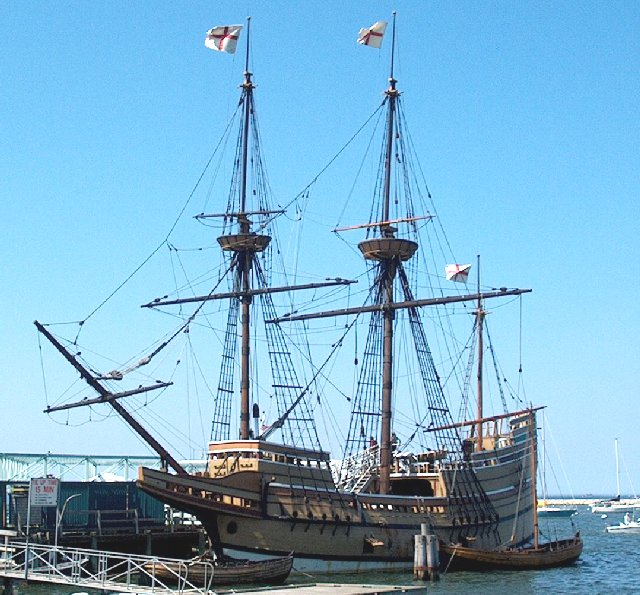
Mayflower II (2006)

Felix war Schiffskater – mit eigener Schwimmweste – an Bord der Mayflower II, als man mit ihr im Jahre 1957 von Devon in England nach Plymouth in Massachusetts segelte, um damit die Solidarität zwischen Großbritannien und den USA nach dem Zweiten Weltkrieg zu symbolisieren. Als sich Felix bei einem Missgeschick die Pfote brach, wurde er vom Schiffsarzt behandelt und die Pfote wieder gerichtet. Nach der Ankunft der Mayflower II erschienen Fotos und Geschichten von Felix in den amerikanischen Zeitschriften National Geographic, Life und Yankee und Felix und die Schiffscrew erhielten in New York eine Konfettiparade und bereisten in diesem Sommer die Ostküste. Felix wurde schließlich von Ann Berry, der Freundin des Kabinenjungen, übernommen und lebte ab dann in Waltham (Massachusetts).
Ein späterer Kapitän der Mayflower II schrieb ein Kinderbuch über ihn mit dem Titel Felix and his Mayflower II Adventures, das 2007 im Rahmen der Feier zum 50. Jahrestag der Schiffsankunft in Plimoth Plantation veröffentlicht wurde.

#### Simon

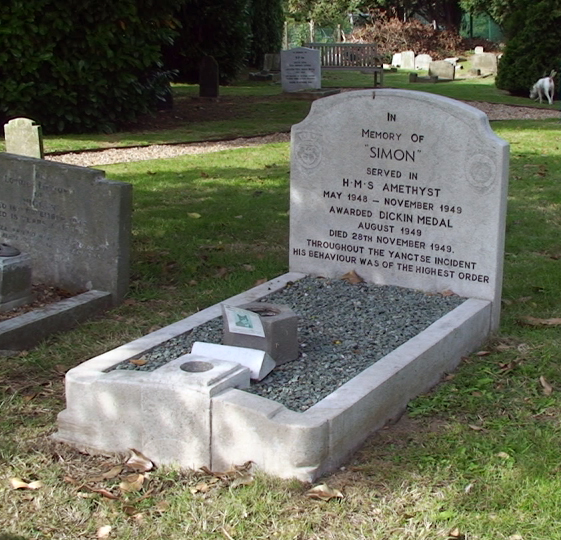
Grab von Simon in Ilford

Simon (ca. 1947–1949) war der Schiffskater der HMS Amethyst, die im April 1949 im Chinesischen Bürgerkrieg in einen Zwischenfall auf dem Jangtsekiang verwickelt wurde. Dabei wurden 25 Besatzungsmitglieder getötet und viele verletzt, darunter auch Simon. Aber Simon erholte sich, nahm seine Rattenbekämpfung zum Schutz der begrenzten Vorräte wieder auf und leistete dadurch einen Beitrag zur Moral der Truppe. Zurück in Großbritannien wurde Simon zu einer Berühmtheit. Als er bald darauf an einer Infektion starb, wurde er mit militärischen Ehren auf dem Tierfriedhof in Ilford (London) beerdigt. Ein Nachruf auf ihn erschien in The Times und er wurde posthum – als erste und einzige Katze bisher – mit der Dickin Medal ausgezeichnet.

#### Fred Wunpound (Lucky Fred)
Wunpound (in offiziellen Dokumenten der Royal Navy als Fred Wunpound bezeichnet), schwarz mit weißen Pfoten, war neun Jahre lang der Schiffskater der HMS Hecate (A137; Stationierungshafen Portsmouth). Er legte während dieser Zeit auf dem Schiff mehr als eine Viertelmillion Seemeilen zurück, was etwa einer Weltumrundung pro Jahr entspricht. Während seines Dienstes als „mouser“ wurde er von Able Seacat auf Leading Seacat befördert.
Durch die Tollwutverordnung von 1974, die eine Quarantäne für Haustiere bei der Einreise ins Vereinigte Königreich forderte, wurde Wunpound in den vorgezogenen Ruhestand entlassen, wobei er aufgrund seiner Verdienste nicht als „shorecat“ rekategorisiert wurde. Er starb 1976 im Alter von 10 Jahren, erhielt einen Nachruf und wurde mit militärischen Ehren auf See bestattet.
Ob Wunpound 1976 wirklich „die letzte Schiffskatze der Royal Navy war“ oder ob er erst durch die mediale Aufmerksamkeit dazu wurde, ist nicht bekannt.

### 21. Jahrhundert
Holzbauweise bei Militär- und Handelsschiffen war bereits durch Metallbauweise abgelöst worden, und die Einführung von rattensicheren Schiffscontainern 1956 – statt der Einzellagerung im Laderaum – sowie der Einsatz von Fallen und Rodentiziden führte dazu, dass Schiffskatzen heute nur noch selten auf Seglern und Motorschiffen anzutreffen sind.

#### Halifax
Halifax war die Schiffskatze von Alvah und Diana Simon, die die Simons im Hafen von Halifax auf ihrem Weg zum Überwintern in der Tay Bay im Jahre 1994 auf der Roger Henry gefunden hatten. Während Diana das Boot aus familiären Gründen verlassen musste, blieb Alvah mit der Katze die ganze Zeit auf dem im Packeis eingeschlossenen Boot. Alvah Simons Buch North to the Night Norden bis zum Nacht beschreibt sein Abenteuer mit Halifax, die schließlich ein halbes Ohr durch Erfrierungen verlor.

#### Chibley

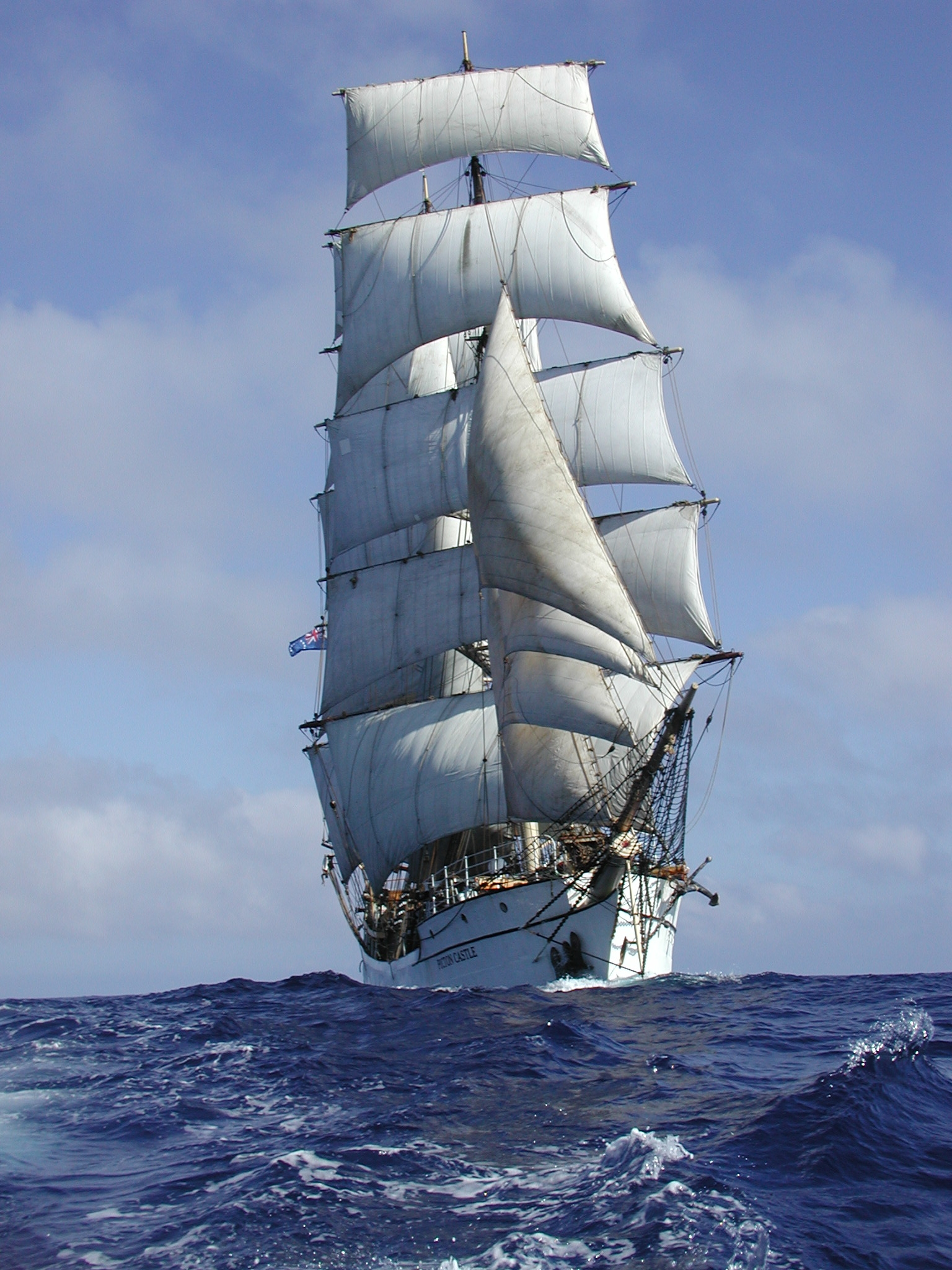
Die Picton Castle auf hoher See

Chibley (auch Chibs) wurde 1997 aus einem Tierheim geholt und wurde die Schiffskatze an Bord des dreimastigen kanadischen Großseglers Picton Castle. Da die Picton Castle seit den 1990er Jahren ein Segelschulschiff ist, kam Chibley mit mehr als 1000 Personen in Kontakt und wurde so zu einer Berühmtheit, die sogar eigene Fan-Post erhielt. Chibley starb am 10. November 2011 an Land in Lunenburg in der Provinz Nova Scotia, nachdem sie von einem Auto angefahren worden war. Sie hatte seit 1997 mit der Picton Castle die Welt fünf Mal umsegelt und dabei etwa 250.000 Seemeilen auf dem Meer zurückgelegt.

## Motiv der Schiffskatze in der Literatur

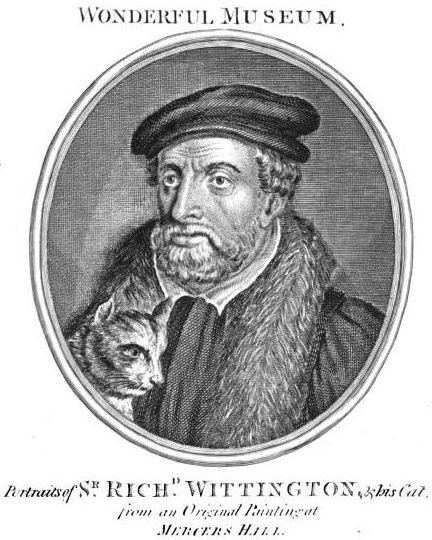
Richard Whittington and his Cat (The New Wonderful Museum, and Extraordinary Magazine, 1805)

### Dick Whittington and His Cat
Der Händler, Politiker und Reisende Richard Whittington (etwa 1354–1423) lieferte die Vorlage für die mittelalterliche Legende Dick Whittington and His Cat, die in Fragmenten als Geschichte, Theaterstück und Ballade bereits im 17. Jahrhundert entstand. Um 1820 publizierte George Cruikshank eine illustrierte Version der Legende und der Australier Joseph Jacobs gab die Geschichte 1890 in seinen English Fairy Tales heraus.
Die Legende erzählt in vielen Episoden das Leben des Waisenjungen Richard (Dick) Whittington, der sein Glück in London sucht. Er besitzt eine Katze, die er auch auf eine Handelsreise nach Afrika mitnimmt. Der Sultan der Barbareskenstaaten, dem die Schiffsladung verkauft werden soll, hat aber eine Ratten- und Mäuseplage, der Wittingtons Katze, die schon als Schiffskatze ihre Fähigkeiten bewiesen hatte, ein Ende setzt. Die Katze wird verkauft und bringt mehr Erlös als der Rest der Ladung und Richard Whittington wird ein wohlhabender und angesehener Mann.
In der Beschreibung seines Schiffskaters Trim (s. o.) erwähnt Matthew Flinders Whittingtons Katze und Elemente des Whittington-Themas werden auch in den Kinderbüchern Molly, die Schiffskatze und Käptn Katz variiert.

### Kurzgeschichten, Romane, Reiseberichte, Biographien
Schiffskatzen haben ihre Erwähnung in der Abenteuer- und Reiseliteratur und gelegentlich auch in naturwissenschaftlichen Berichten. Die folgenden Beispiele bekannter Autoren sind eine Auswahl daraus.
- Der englische Schriftsteller Daniel Defoe (ca. 1660–1731) ließ sich bei seinem Roman Robinson Crusoe von den realen Erlebnissen Alexander Selkirks (1676–1721) inspirieren. Dazu gehörten auch dessen Erzählungen von auf der Insel Isla Más a Tierra ausgesetzten Schiffskatzen, die Defoe modifiziert in seinem Roman verwendete.[130]
- Der deutsche Naturforscher und Dichter Adelbert von Chamisso (1781–1838) beschreibt in seiner Reise um die Welt, die er von 1815 bis 1818 auf der Rurik unternahm, die Existenz und das Verhalten mehrerer Schiffskatzen.[18]
- Der Schweizer Naturforscher Johann Rudolf Rengger (1795–1832) berichtet im Nachlass seiner Paraguay-Reise, dass ihm „die verwünschte Schiffskatze“ eine am Vortage geschossene Ralle aufgefressen und als biologische Probe unbrauchbar gemacht habe.[131]
- Der amerikanische Schriftsteller Mark Twain (1835–1910) machte sich in seinen Reisebeschreibungen Gedanken, wie Schiffskatzen, die an Land gehen, es schaffen, den Abfahrtstermin nicht zu verpassen.[132]

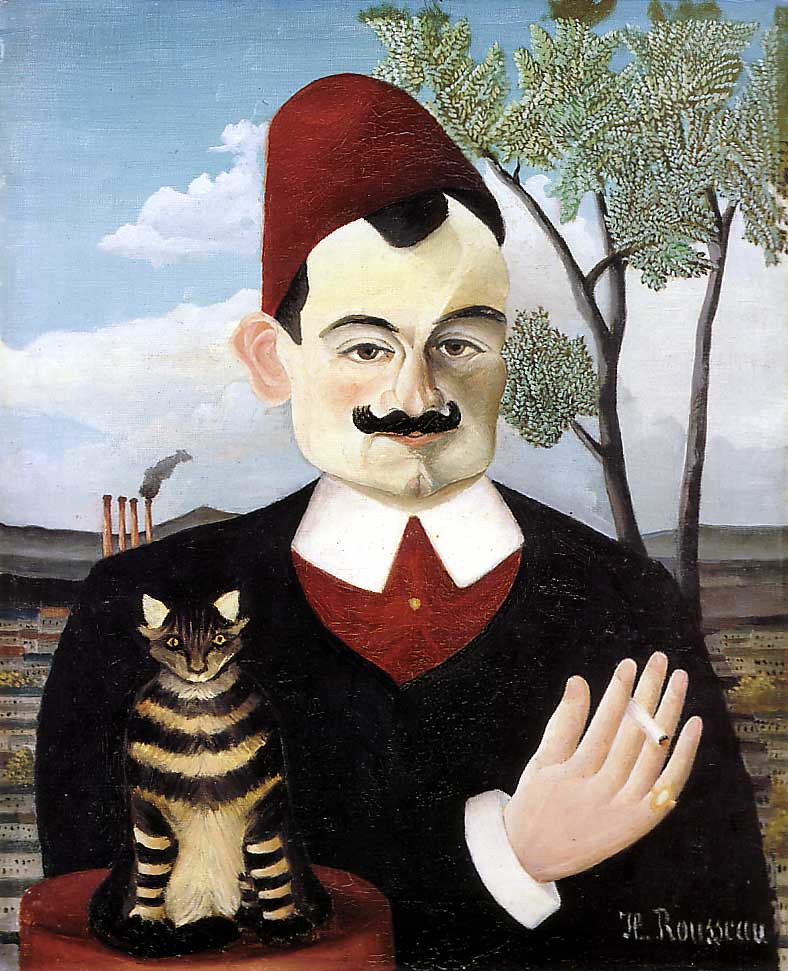
Porträt des Herrn X (Pierre Loti) (Gemälde von Henri Rousseau, 1906)

- Der französische Marineoffizier und Schriftsteller Pierre Loti (1850–1923) erzählt in seiner Novelle Vies de deux chattes (1907) unter anderem die Geschichte der „Schiffskatze“ Moumoutte Chinoise. Während eines Seegefechts zur Zeit des Boxeraufstandes in China rettete sich diese Katze von einer Dschunke auf den Panzerkreuzer, auf dem Loti Dienst tat, und versteckte sich verängstigt in seiner Kajüte unter seinem Bett. Der Katzenliebhaber Loti versorgte sie und während der folgenden Monate, in denen sich eine Beziehung zwischen Loti und Moumoutte Chinoise entwickelte, verließ die Katze kein einziges Mal Lotis Kajüte, schien aber sehr interessiert an den chinesischen Antiquitäten zu sein, die Loti im Laufe der Zeit sammelte. Erst am Ende des Einsatzes, zurück in Frankreich in Lotis Haus mit Garten, begann Moumoutte Chinoise, die Katze, die keine Schiffskatze war, ein normales Katzenleben.[133]
- Der britische Schriftsteller Rudyard Kipling (1865–1936) publizierte 1899 eine Erzählung, in der die Geschichte von Erastasius of the Whanghoa berichtet wird, dem Schiffskater, „der vom Teufel aufgezogen worden war“.[134]
- Der weitgereiste dänische Schriftsteller und Nobelpreisträger Johannes Vilhelm Jensen (1873–1950) liefert in der Kurzgeschichte Katzenkinder seine Impressionen einer Schiffsreise von Hamburg nach Port Said. Detailgenau beschreibt er, wie die Seeleute – „rohe Gesellen“, „raue Brüder“ – mit den Kätzchen des kurz vor der Abfahrt erfolgten vierten Wurfes der Schiffskatze spielen und „sich vor Lachen schütteln und schuldbewusst dreinschauen, als sie entdeckt werden“. Weitere Aufmerksamkeit Jensens gehört dem Verhalten des Schiffskaters Sophus sowie den Erzählungen der Mannschaft und des Kapitäns[135] bezüglich Schiffskatzen.[136][137]
- Die kanadische Schriftstellerin Mazo de la Roche (1879–1961) beschreibt in der Kurzgeschichte Cat’s Cruise (1939) die Abenteuer und die Gefühlswelt der schwarzen Schiffskatze Cat, die sich nach eigener Laune ihre Schiffe aussucht und damit jeder dazugehörigen Mannschaft Glück bringt.
- Der deutsche Seeoffizier und Katzenliebhaber Felix Graf von Luckner (1881–1966) soll etwa 20 Schiffe gekapert und versenkt haben, ohne dass dabei auch nur ein Seemann ums Leben kam. In seiner Autobiografie Aus dem Leben eines Seeteufels behauptet von Luckner, dass er vor der Versenkung eines jeden Schiffes selbst die Schiffskatzen evakuieren ließ.[138]
- Der deutsche Schriftsteller Gustav Schenk (1905–1969) ist Autor der Geschichte Seefahrer Kador, in der er den Schiffskater Kador beschreibt als „grauen Helden mit ... furchtbarer Narbe, von der jeder Seefahrer vielbefahrene Seemann erzählen kann ... Glücklich das Schiff, dessen Planken Kadors weiche Sohlen berührten.“[139]
- Im Roman Die Augen des Meeres der griechischen Schriftstellerin Ioanna Karystiani gibt es extreme Szenarien, bei denen Schiffskatzen im Mittelpunkt stehen: Ein Kapitän, der es bevorzugt, nicht in der Nähe seiner Frau zu sein, sondern jahrein, jahraus auf seinem Frachter mit seiner Schiffskatze Maritsa zu leben, der er vom Schiffskoch delikate Mahlzeiten kochen lässt; ein Schiff, auf dem eine solche Überpopulationen von Katzen herrscht, dass mehr Schiffskatzen als Besatzungsmitglieder an Bord sind.

### Kinderbücher
Erzählungen über „Schiffskatzen“ verbinden für Kinder das Interesse an Tieren mit Abenteuergeschichten. Besonders im englischsprachigen Raum sind diese animal adventure stories seit dem 19. Jahrhundert populär. Die folgende, unvollständige Liste gibt einige Beispiele zu Romanen, Erzählungen in Gedichtform und Bilderbüchern mit dem Thema Schiffskatze.
- Heinz Rieder: Mira (Das abenteuerliche Leben einer Schiffskatze), I. & S. Federmann, München (1949)
- Esther Averill: Jenny Goes to Sea, Review Books, New York 1957, ISBN 978-1-59017-155-4
- Ruth Park: The Ship’s Cat, Macmillan (1961)
- Richard Adams und Alan Aldridge: Ship’s Cat, Jonathan Cape Ltd, 1977, ISBN 978-0-224-01441-0
- Ludvik Askenazy (Autor) und Dieter Wiesmüller (Zeichner): Molly, die Schiffskatze, Sauerländer, 1978, ISBN 978-3-7941-1770-3
- Helga Meyer:
  - Ein Kater geht an Bord, Verlag Junge Welt, Berlin (1974)
  - Ein Kater auf großer Fahrt, Verlag Junge Welt, Berlin (1978)
- Bengt Martin (Autor) und Anna Friberger (Illustrator): Olaf the Ship’s Cat, Checkerboard Press, 1992, ISBN 978-1-56288-266-2
- Jane Simmons: Ship’s Cat Doris, Hodder & Stoughton, 2011, ISBN 978-1-4083-0896-7
- Susan Aardvark (Autor), Josh Wilson (Illustrator) und Sherry Deer-Wylie (Hrsg.): Scratch the Ships Cat and the Dog Smuggler, Susan Downham (2015)